# Армія США
А́рмія США (англ. United States Army) — сухопутні війська США, найбільший за чисельністю й, за деякими показниками, найстаріший з шести видів Збройних сил США, один з восьми мілітарних інститутів США.
Сучасна армія США бере свій початок від Континентальної армії, яка була сформована 14 червня 1775 року в ході війни Північноамериканських штатів за незалежність (1775—1783) — ще до того, як Сполучені Штати стали самостійною державою. 3 червня 1784 року, після Американської революції, Конгрес Конфедерації створив армію США замість розформованої Континентальної армії. Армія США вважає себе спадкоємцем Континентальної армії і, таким чином, вважає початком заснування сухопутних військ 1775 рік.
Армія призначена для ведення активних бойових дій на суходолі; місія армії США полягає в тому, щоб «воювати та перемагати у війнах нашої країни, забезпечуючи швидке, стійке панування на суші по всьому світу; [виконувати] весь спектр військових операцій і конфліктів на підтримку бойових командирів». Армія бере участь у конфліктах по всьому світу і є основною наземною наступальною та оборонною силою США. До її складу входять військові об'єднання, з'єднання, частини та підрозділи піхоти, повітрянодесантних військ, танкових військ, армійської авіації, артилерії, війська ППО, розвідки та інших родів військ та спеціальних військ.
Контроль і управління армією США здійснюється Департаментом армії США, одним з трьох складових Департаменту оборони. Главою Департаменту є цивільна особа — Секретар армії; найвищою посадовою особою з числа військових є генерал — начальник штабу Армії США, який також є членом Об'єднаного комітету начальників штабів США на чолі з Головою комітету.

## Призначення армії
Армія США є сухопутним компонентом Збройних сил США. Секція 7062 розділу 10 Кодексу США визначає призначення армії як:
- збереження миру та безпеки та забезпечення оборони Сполучених Штатів, Співдружності та володінь, а також будь-яких територій, зайнятих США;
- підтримка національної політики;
- реалізація національних цілей у сфері оборони;
- протистояння будь-якій нації, відповідальній за агресивні дії, які ставлять під загрозу мир і безпеку Сполучених Штатів

У 2018 році «Стратегія армії на 2018 рік» сформулювала доповнення з восьми пунктів до «Бачення армії на 2028 рік». У той час як місія армії залишається незмінною, армійська стратегія спирається на модернізацію армійської бригади, одночасно змінюючи фокус на розвитку армійських з'єднань на рівні корпусів і дивізій. Командування майбутнього армії контролює реформи, спрямовані на осучаснення форм і методів ведення конвенційних бойових дій. Поточний план реорганізації армії планується завершити до 2028 року.
П'ять основних видів компетенції армії — це оперативний і стійкий наземний бій, загальновійськові операції (включаючи загальновійськовий маневр і охорону великої зони відповідальності, дії бронетанкових та механізованих військ і повітрянодесантні та повітряно-штурмові операції), спеціальні операції, щоб розгорнути та підтримувати дії об'єднаних військ (сил) на театрі воєнних дій, а також інтегроване управління національними, багатонаціональними та міжвидовими угрупованнями військ (сил) типу на землі.

## Історія

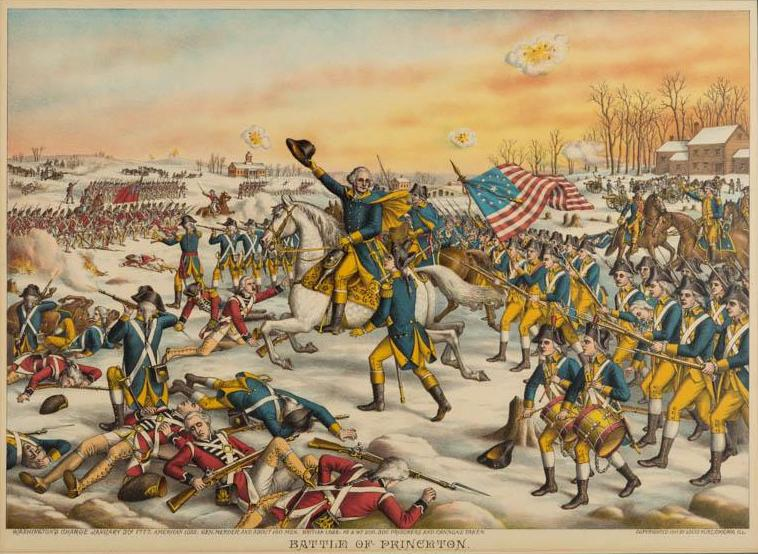
Битва біля Принстона. 1777

### XVIII століття
14 червня 1775 року за рішенням Другого континентального конгресу була створена Континентальна армія, як об'єднана армія від представників всіх північноамериканських штатів на чолі з генералом Джорджем Вашингтоном з метою боротьби з армією Великої Британії. Спочатку армію очолювали воєначальники, які до цього мали досвід військової служби в лавах британської армії або в колоніальних ополченнях, що принесли з собою багато правил та традицій британської військової організації. У міру розвитку війни за незалежність французька допомога, ресурси та військове мислення допомогли сформувати нову армію. Деякі європейські солдати приєдналися до американських військ самостійно, наприклад Фрідріх Вільгельм фон Штойбен, який навчав підлеглі йому війська тактиці та організаційним навичкам прусської армії.
У 1776 році в результаті успішної облоги Бостона, Вашингтону вдалося витіснити британців до Нової Шотландії, але пізніше молода американська армія була розбита в кампанії 1776—1777 років, а її командувач майже був захоплений у полон, коли втратив Нью-Йорк. Після переправи через річку Делавер серед зими, Вашингтон здобув перемогу над британськими військами у двох битвах, при Трентоні та Принстоні, повернув Нью-Джерсі та відновив віру у свої сили Патріотам. Завдяки його стратегії революційні сили перемогли дві великі британські армії під Саратогою в 1777 році і в Йорктауні в 1781 році.
У 1780 і 1781 роках армія Джорджа Вашингтона використовувала частіше тактику Фабіана, відомого давньоримського стратега. Американці постійно вимотували противника, наносячи йому несподівані і стрімкі удари по найнезахищеніших місцях, і тут же зникаючи зі своїми військами.
Здобувши рішучу перемогу в битві при Йорктауні та отримавши підтримку з боку Франції, Іспанії і Голландії, Континентальна армія стала поступово схиляти вагу терезів на свій бік над англійцями. Врешті-решт перемоги на полі битви молодої армії призвели до укладання Версальського мирного договору 1783 і визнання незалежності Сполучених Штатів Америки. Після закінчення війни Континентальна армія була швидко розпущена, в першу чергу через небажання американців, які завоювали незалежність, залишатися в лавах збройних сил. Але наявна міліція не відповідала всім вимогам молодої держави і постійні війни з племенами індіанців змусили ухвалити рішення про створення під керівництвом генерал-майора Ентоні Вейна першого регулярного формування, Легіону США. Щойно сформований Легіон у вирішальній битві біля Фоллен Тімберз у 1794 році вщент розгромив війська індіанської конфедерації племен.
У 1796 році Легіон Сполучених Штатів був перейменований на армію Сполучених Штатів.

Битва при Антітемі. 1862

У 1798 році, під час Квазівійни з Францією, Конгрес США створив трирічну «Тимчасову армію» чисельністю 10 000 осіб, що складалася з дванадцяти полків піхоти та шести загонів легких драгунів. У березні 1799 року Конгрес заснував «майбутню армію» чисельністю 30 000 осіб. Обидві «армії» існували лише на папері, але спорядження для 3000 особового складу і коней було закуплено та збережено.

### XIX століття
Друга і остання війна американців проти Великої Британії (1812—1815) була менш успішною для новоутвореної держави порівняно з війною за її незалежність. Експансіоністська політика Англії відносно Канади і прагнення британців повернути до сфери своїх інтересів північноамериканські Штати привели до того, що 18 червня 1812 року США були змушені оголосити їй війну і 7-тисячна погано навчена і озброєна Армія країни виступила проти загарбників.

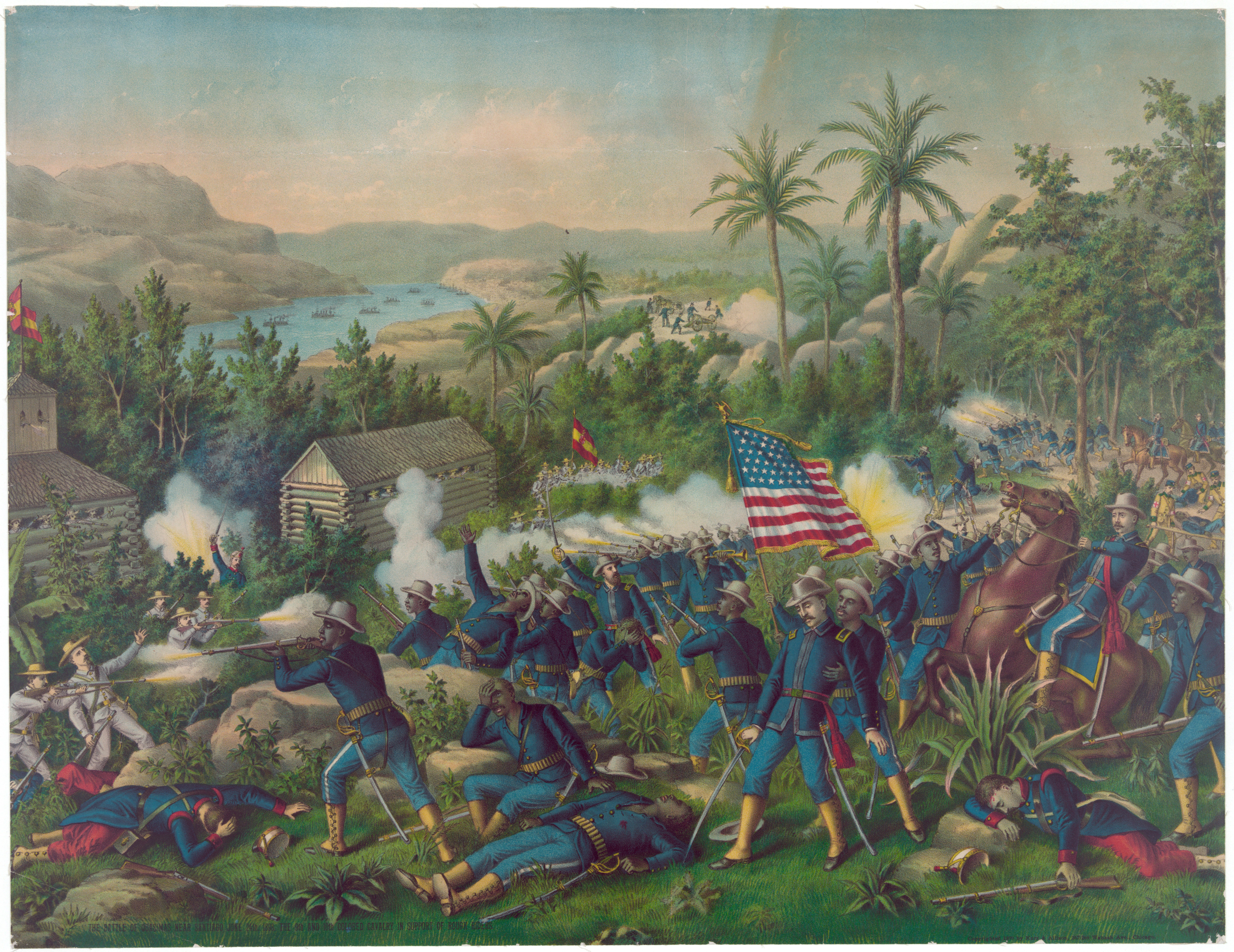
Битва при Лас-Гуасімас. Іспансько-американська війна. 1898

Спочатку армія США навіть не змогла перешкодити просуванню вглиб території країни 4,5-тисячній армії англійських військ, яка чисельно їй поступалася, і навіть спаленню столиці держави — міста Вашингтон. Проте, поступово регулярна армія довела свою професійну придатність у ряді битв у Ніагарській кампанії в 1814 та у розгромі британського вторгнення в битві за Новий Орлеан у січні 1815 року. По суті ці бойові зіткнення мали незначний ефект і незабаром обидві сторони повернулися до стану в якому вони були на початку війни.
У проміжок між 1815 і 1860 роками армія США брала в основному участь у війнах з місцевими племенами індіанців і билася в короткій війні з Мексикою (1846—1848), яка закінчилася перемогою американців і завоюванням величезної території, що стала згодом штатами Каліфорнія, Невада, Юта, Колорадо, Техас, Аризона, Вайомінг і Нью-Мексико.
Громадянська війна 1861—1865 рр. стала найбільш кровопролитною і виснажливою війною на території США за всю їх історію. Після відокремлення більшості рабовласницьких штатів Півдня від північної частини США і проголошення ними Конфедеративних Штатів Америки, сепаратисти оголосили про створення власної армії — армії Конфедеративних штатів, яку очолили колишні офіцери армії США, й мобілізували значну частину білої робочої сили Півдня. У свою чергу, Збройні сили Сполучених Штатів («Союз» або «Північ») сформували армію Союзу, що складалася з невеликої кількості регулярних армійських формувань і великої групи добровольчих підрозділів, сформованих з усіх штатів, півночі та півдня, крім Південної Кароліни. Початок громадянської війни ознаменувався битвою армій Союзу і КША біля за форт Самтер у штаті Південна Кароліна, у квітні 1861 року.
Впродовж подальших двох років армія Союзу зазнавала від збройних сил Півдня одну поразку за іншою. Але, після вирішальних битв під Геттісбургом на сході та Віксбургом на заході країни, армія США, яка зміцніла і добре засвоїла уроки війни, у поєднанні зі зрослою економічною міццю Півночі перехопила стратегічну ініціативу. Союз дотримувався стратегії захоплення берегової лінії, блокування портів і контролю над річковими системами. До 1863 року Конфедерація в результаті була задушена блокадою Півночі. Східні армії КША воювали добре, але західні армії зазнавали поразку за поразкою, поки сили Союзу не здобули Новий Орлеан у 1862 році. У ході Віксбурзької кампанії 1862—1863 рр. генерал Улісс Грант захопив річку Міссісіпі та відрізав південний захід. Грант прийняв командування силами Союзу в 1864 році, і після серії боїв з дуже великими втратами він взяв генерала Роберта Е. Лі в облогу в Річмонді, коли генерал Вільям Т. Шерман захопив Атланту та пройшов через Джорджію та Кароліни. У квітні 1865 року столиця Конфедерації була покинута, і Лі згодом здався в полон у будівлі суду Аппоматтокс. Усі інші армії Конфедерації капітулювали протягом кількох наступних місяців.
Війна стала найбільш смертоносним конфліктом в історії США, в результаті конфлікту загинули 620 000 чоловіків з обох сторін. Згідно з даними перепису 1860 року, 8 % усіх білих чоловіків у віці від 13 до 43 років загинули під час війни, у тому числі 6,4 % на Півночі та 18 % на Півдні.
Всього в армії Союзу служило 2,2 мільйона осіб; 360 000 з них померли від усіх причин — дві третини від хвороб. Улітку 1865 року Добровольча армія була демобілізована.
Невдовзі після Громадянської війни американська армія взяла участь у довгих війнах з індіанцями, які не підкорялися американській експансії в центрі континенту. Американські перемоги у іспансько-американський війні (1898) та спірна, і не так добре відома, філіппінсько-американська війна (1898—1913), також як і американське втручання в Латинській Америці і Боксерське повстання, надали Сполученим Штатам більше колоніальних земель та міжнародного престижу.

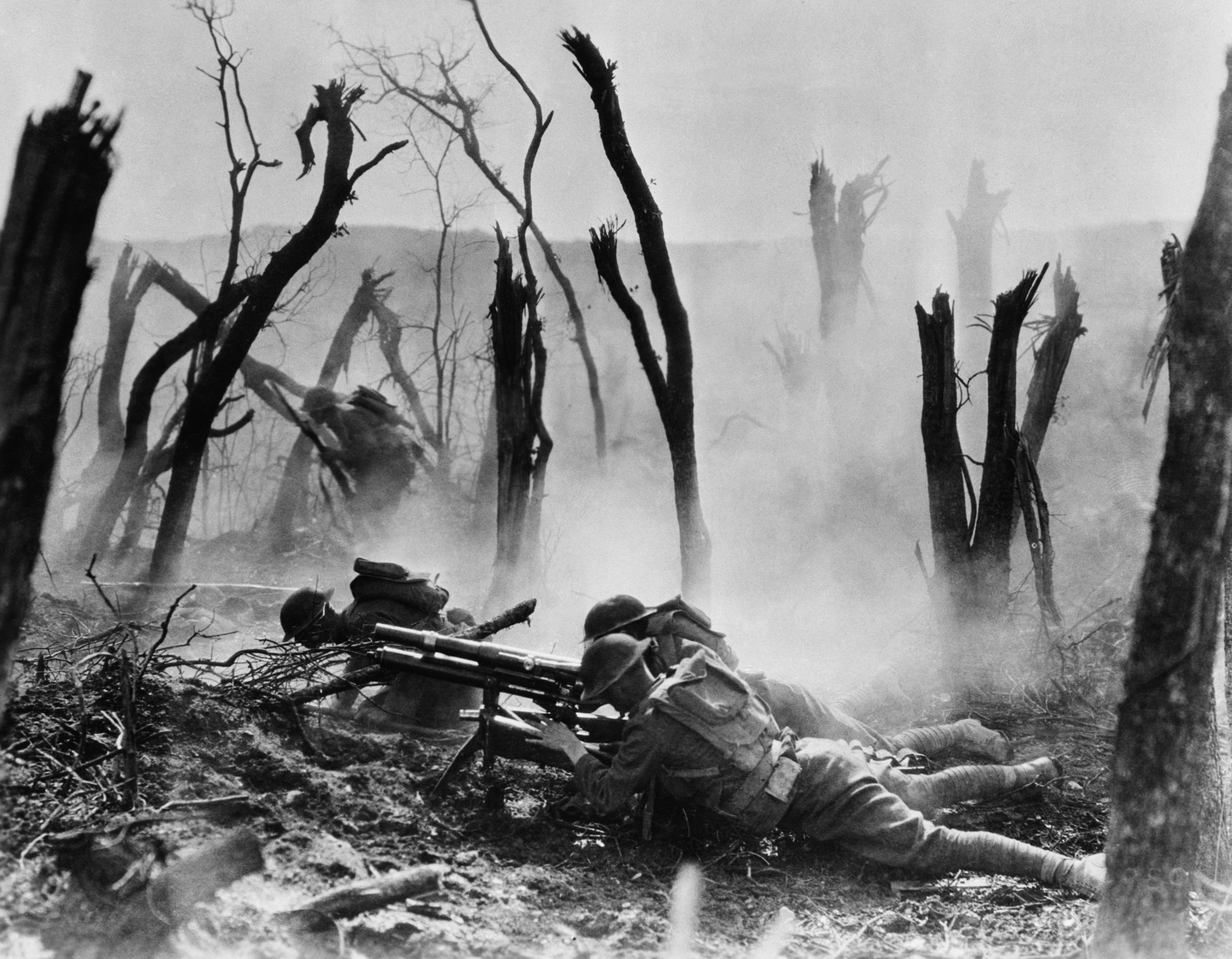
Американська піхота веде вогонь з 37-мм гармати Mle 1916 TRP. Аргоннський ліс. Мез-Аргоннська операція. Осінь 1918

### XX століття
У 1916—1917 роках, за часи Мексиканської революції, експедиційні сили армії США діяли проти нерегулярних військ мексиканських партизан під проводом Вільї. Це вторгнення, приводом для проведення якого став напад на місто Коламбус, носило характер пошуково-каральної операції, спрямованої проти свавілля повстанців на прикордонних американських землях. Бойові дії завершилися успішним знищенням нерегулярного угруповання мексиканських повстанців.

#### Перша світова війна
6 квітня 1917 року Сполучені Штати вступили у Першу світову війну, виступивши на боці Антанти. Американські війська прибули до Франції на Західний фронт і з літа 1917 до листопада 1918 року брали участь у жорстоких боях, найзначнішими для них стали битви біля Кантіньї,за ліс Белло, на Марні, біля Шато-Тьєррі, за Сен-Мієль та Мез-Аргоннська операція. З остаточною перемогою над Німеччиною 11 листопада 1918 року армія була демобілізована і повернулася до США.

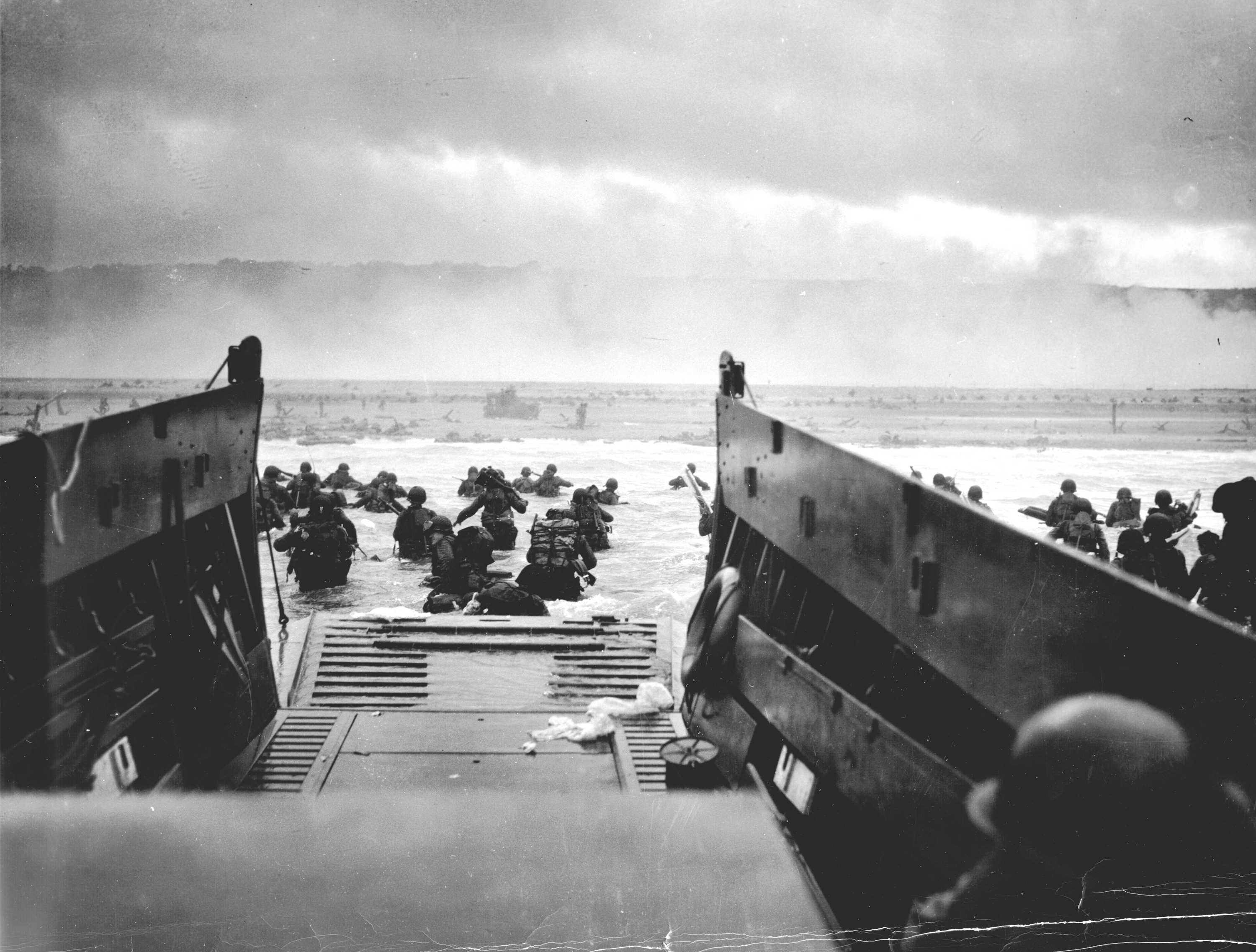
Висадка 1-ї піхотної дивізії в Нормандії. Плацдарм «Омаха». Франція. 1944

#### Друга світова війна

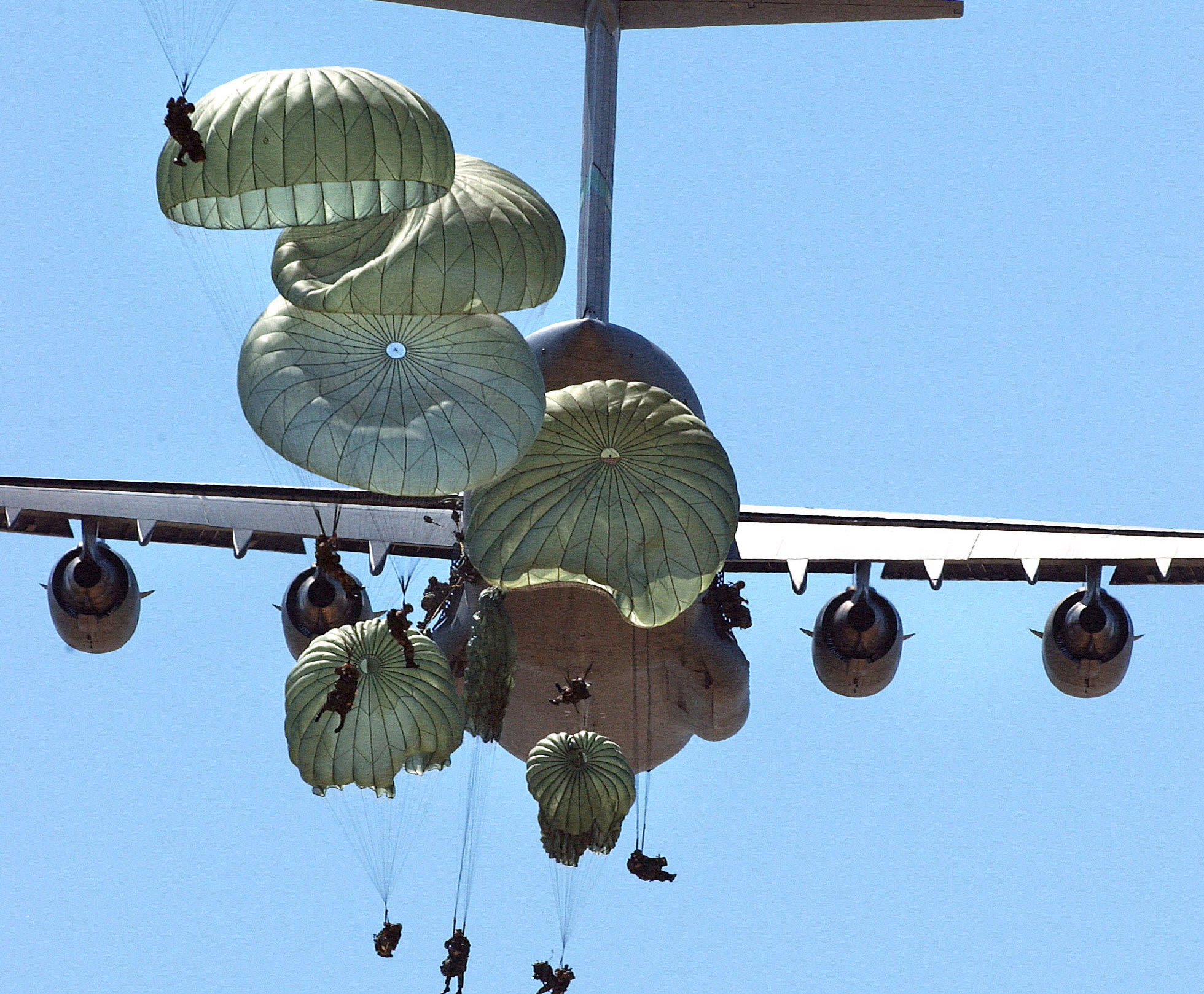
Десантування 82-ї пдд

На 30 червня 1939 року в американській армії лічилося лише 187 983 особи, що для порівняння було менше ніж в португальській армії, й сухопутний компонент посідав 17 або 19 місце у світі за своєю чисельністю. До того ж, з цього числа, 22 387 осіб проходило службу в авіації. На той же час Національна Гвардія нараховувала 199 491 особу. Кістяком армії були: 9 піхотних дивізій, 2 кавалерійські дивізії, механізована кавалерійська (танкова) бригада в регулярній армії і 18 піхотних дивізій у Національній Гвардії. Національна Гвардія була погано оснащена сучасним озброєнням і підготовка частин Національної Гвардії була майже незадовільною. Але війна в Європі, що спалахнула у вересні 1939 року, призвела до кардинальних змін і в першу чергу до стрімкого збільшення армії. Усього за три роки з невеликої довоєнної армії була розгорнута потужна регулярна армія.
27 серпня 1940 року Конгрес США дозволив використання Національної Гвардії на федеральній службі. 16 вересня 1940 року перший призов на військову службу у мирний час за всю історію США був схвалений Конгресом, хоча призивали в армію тільки на один рік. 7 серпня 1941 року з перевагою в один голос Конгрес збільшив термін служби.
На 7 грудня 1941 року в армії служило 1 685 403 особи, з них 275 889 — в авіації. На 7 грудня 1941 року американська армія складалася з 29 піхотних, 5 танкових і 2-х кавалерійських дивізій. Збільшення армії на 435 % було значним досягненням, але брак сучасного озброєння й рівень підготовки особового складу викликали серйозні побоювання. За наступні 3 з половиною роки армія збільшилася ще майже в 5 разів і нараховувала вже 8 291 336 осіб у 89 дивізіях: 66 піхотних, 5 повітрянодесантних, 16 танкових, 1 кавалерійської й однієї гірської дивізій.
Після нападу японських військ на Перл-Гарбор у грудні 1941 року США вступили в Другу світову війну.

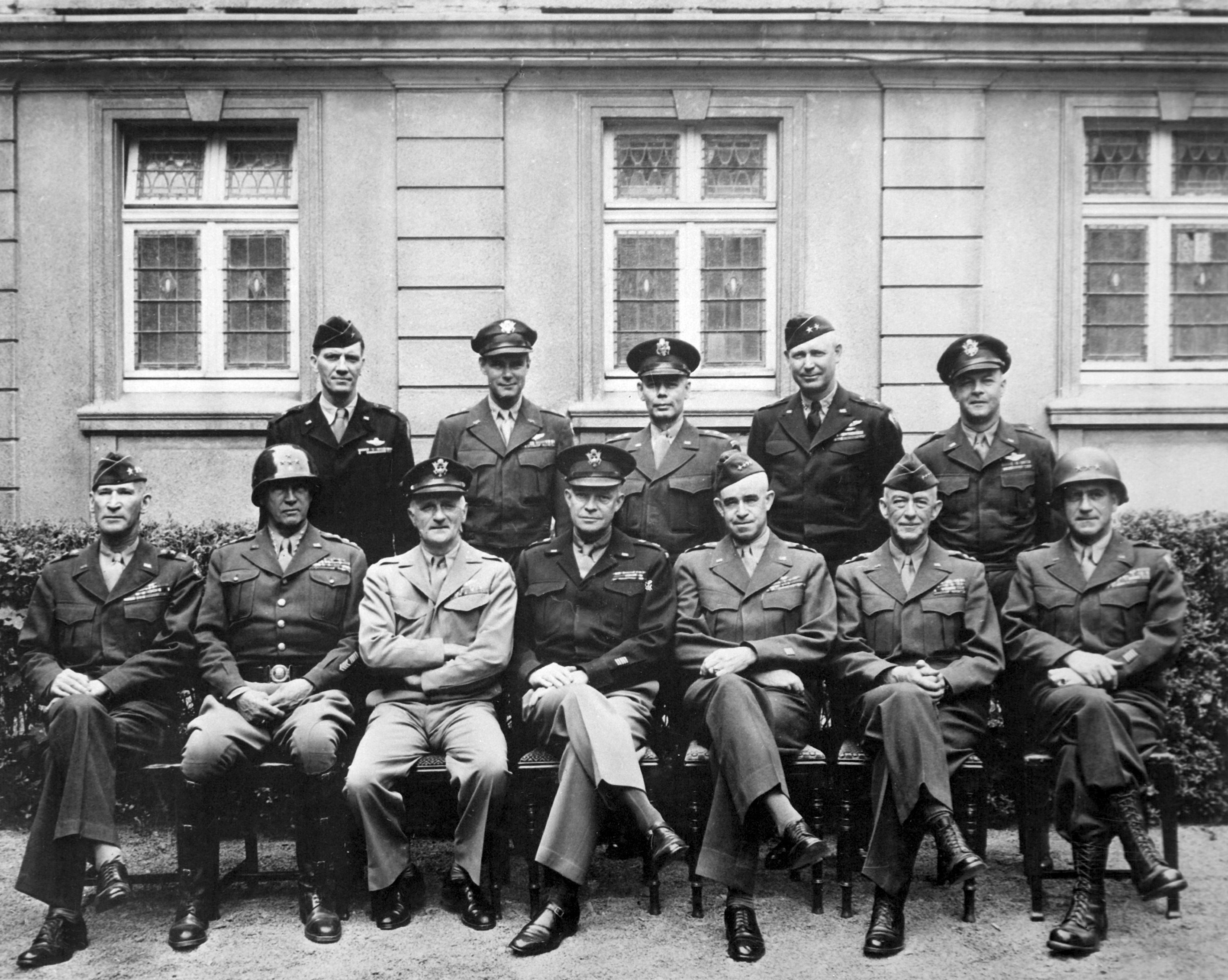
Вищий генералітет США, що бився на Західному фронті Другої світової війни. Сидять: зліва направо: Вільям Худ Сімпсон, Джордж Сміт Паттон, Карл Спаатс, Дуайт Ейзенхауер, Омар Бредлі, Кортні Ходжес, Леонард Героу. Стоять: зліва направо: Ральф Френсіс Штерлі, Гойт Сенфорд Ванденберг, Вальтер Беделл Сміт, Отто Вейланд і Річард Ньюджент

На 16 грудня 1944 року 43 американські дивізії перебували на Європейському театрі воєнних дій, включаючи 2 повітрянодесантні, 10 танкових і 31 піхотна. Ще 16 дивізій були в готовності до відправлення в Європу. Одна танкова дивізія вже перебувала на шляху в Європу. Одна повітрянодесантна, одна танкових і дві піхотних дивізії перебували в Англії й очікували перекидання на континент. Одна повітряно-десантна, 3 танкових і піхотних дивізій перебували на останніх стадіях підготовки в США.
Загалом близько 11 мільйонів американців взяло участь в різних армійських операціях. На Європейському театрі війни війська армії США становили значну частину сил, які спочатку висадилися у Французькій Північній Африці та захопили Туніс, а потім вторглися на Сицилію, а пізніше воювали в Італії. У висадці десанту на півночі Франції в червні 1944 року та в подальшому звільненні Європи та розгромі нацистської Німеччини багатомільйонна армія США зіграла вирішальну роль.
До кінця війни в Європі на цьому ТВД була вже 61 американська дивізія: 15 танкових, 42 піхотних і 4 повітрянодесантних (одна з них — 13-та повітрянодесантна дивізія так і не брала участь у бойових діях). Крім того на середземноморському ТВД було 7 дивізій: 1 танкова, 5 піхотних (включаючи 92-гу дивізію, яка складалася з афроамериканців, і одна гірська дивізія. Під час війни, для позначення формувань, які комплектувалися афроамериканцями, використовувався термін «кольоровий», «кольорова» тощо. На Тихоокеанському ТВД — 21 дивізія: 1 кавалерійська, 19 піхотних (включаючи 98-му дивізію, що не брала участі у бойових діях, і 93-тю «кольорову» дивізію) та одна повітрянодесантна дивізія. У війні на Тихому океані солдати армії США разом із Корпусом морської піхоти США брали участь у визволенні островів Тихого океану з-під контролю Японії. Після капітуляції Осі, в травні (Німеччина) і серпні (Японія) 1945 року, армійські формування були дислоковані в Японії та Німеччині, щоб окупувати дві переможені країни.
Після перемоги у війні американська армія увійшла в епоху кардинальних змін. У 1947 році чисельність військових в армії США зменшилася з восьми мільйонів у 1945 році до 684 000 солдатів, а загальна кількість активних дивізій зменшилася з 89 до 12. Керівництво армії вважали цю демобілізацію як успіх. Через два роки після Другої світової війни армійські повітряні сили відокремилися від армії, щоб у вересні 1947 року стати ПС США. У 1948 році армію було десегреговано наказом № 9981 президента Гаррі С. Трумена.

#### Холодна війна
Закінчення Другої світової війни створило основу для протистояння між Сходом і Заходом, відомого як Холодна війна. З початком Корейської війни зросла стурбованість щодо захисту Західної Європи. У 1950 році командування армії відновило два армійські корпуси, V і VII у складі 7-ї армії США, чисельність американських військ в Європі зросла з однієї дивізії до чотирьох. Сотні тисяч американських військ залишалися дислокованими в Західній Німеччині, а інші — у Бельгії, Нідерландах і Великій Британії до 1990-х років в готовності до відсічі ймовірної радянської агресії.

##### Корейська війна
Під час Холодної війни війська американської армії та її союзників протистояли комуністичним силам у Кореї та В'єтнамі. У червні 1950 року Радянський Союз зініціював війну на Корейському півострові. Під егідою ООН сотні тисяч американських солдатів воювали, щоб запобігти захопленню Південної Кореї Північною Кореєю, а потім і брали участь у контрнаступі в північну частину країни. Після неодноразових наступів і відступів обох сторін на фоні вступу у війну Китайської народної добровольчої армії Корейська угода про перемир'я повернула півострів до статус-кво в липні 1953 року.

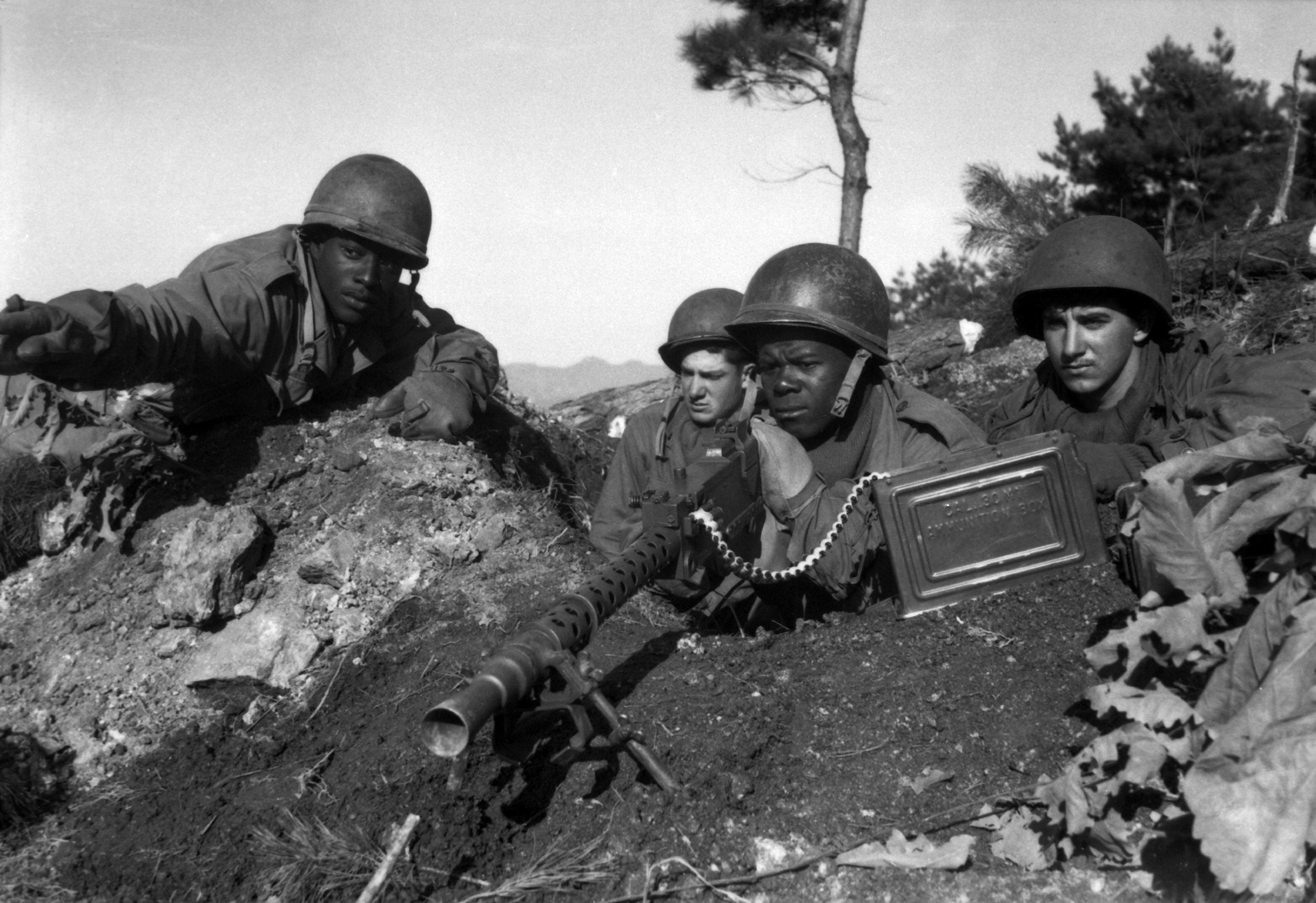
Кулеметна обслуга 2-ї піхотної дивізії в боях в Кореї

##### В'єтнамська війна
Війна у В'єтнамі стала останнім в історії армії США збройним конфліктом, в якому брав участь особовий склад за призовом. Непопулярність війни у громадськості США та розчарування обмеженнями, які накладали на застосування армії політичні лідери держави, часто вважаються одними з головних чинників, що призвели до поразки американських збройних сил у війні. Хоча американські війська були розміщені в Південному В'єтнамі ще з 1959 року, вони виконували лишень розвідувальні та консультаційні/тренувальні функції, і до 1965 року на території країни не розгорталися регулярні частини у великій кількості. Після інциденту в Тонкінській затоці Збройні сили США фактично встановили й утримували контроль над «традиційним» полем бою, але їм було важко протистояти партизанській тактиці комуністичного В'єтконгу та Народній армії В'єтнаму (NVA). За період активної участі у війні, з 1964 до 1973 рр., армія США втратила 30 922 людини загиблими внаслідок бойових дій, 7 273 — загинули та померли з різних обставин і 96 802 чоловіки дістали поранення.
У 1960-х роках Міністерство оборони продовжувало ретельно перевіряти резервні сили та ставити під сумнів кількість дивізій і бригад, а також надмірність утримання двох резервних компонентів, Національної гвардії армії та резерву армії. У 1967 році міністр оборони Роберт Мак-Намара вирішив, що 15 бойових дивізій у Національній гвардії армії непотрібні, і скоротив їх кількість до восьми (одна мотопіхотна, дві бронетанкові та п'ять піхотних), але збільшив кількість бригад із семи до 18 (одна парашутно-десантна, одна бронетанкова, дві мотопіхотні і 14 піхотних). Однак загальна чисельність Національної гвардії армії не була скорочена.

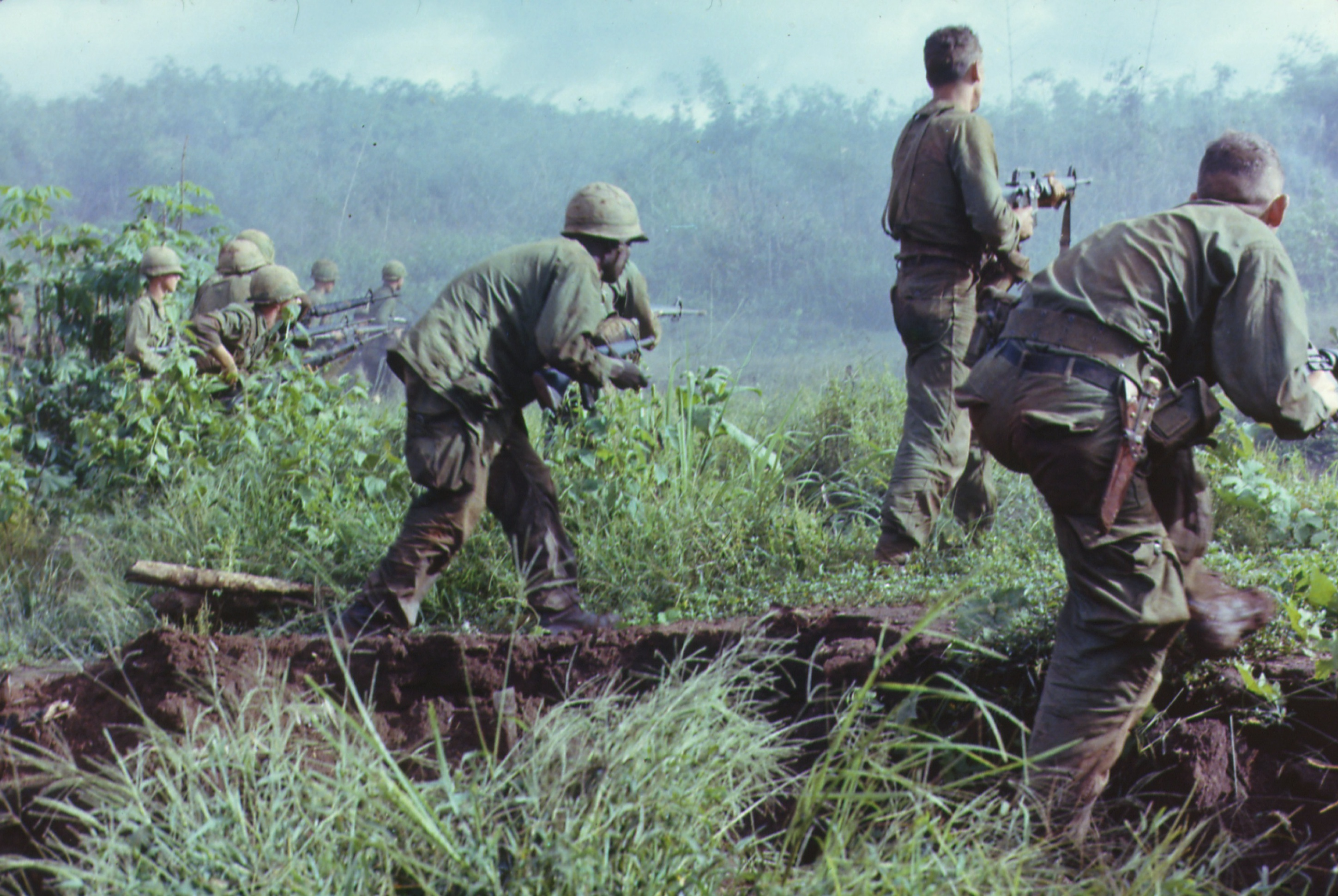
Солдати американської армії в боях у В'єтнамі. Операція «Готорн». 1966

##### 1970—1990-ті

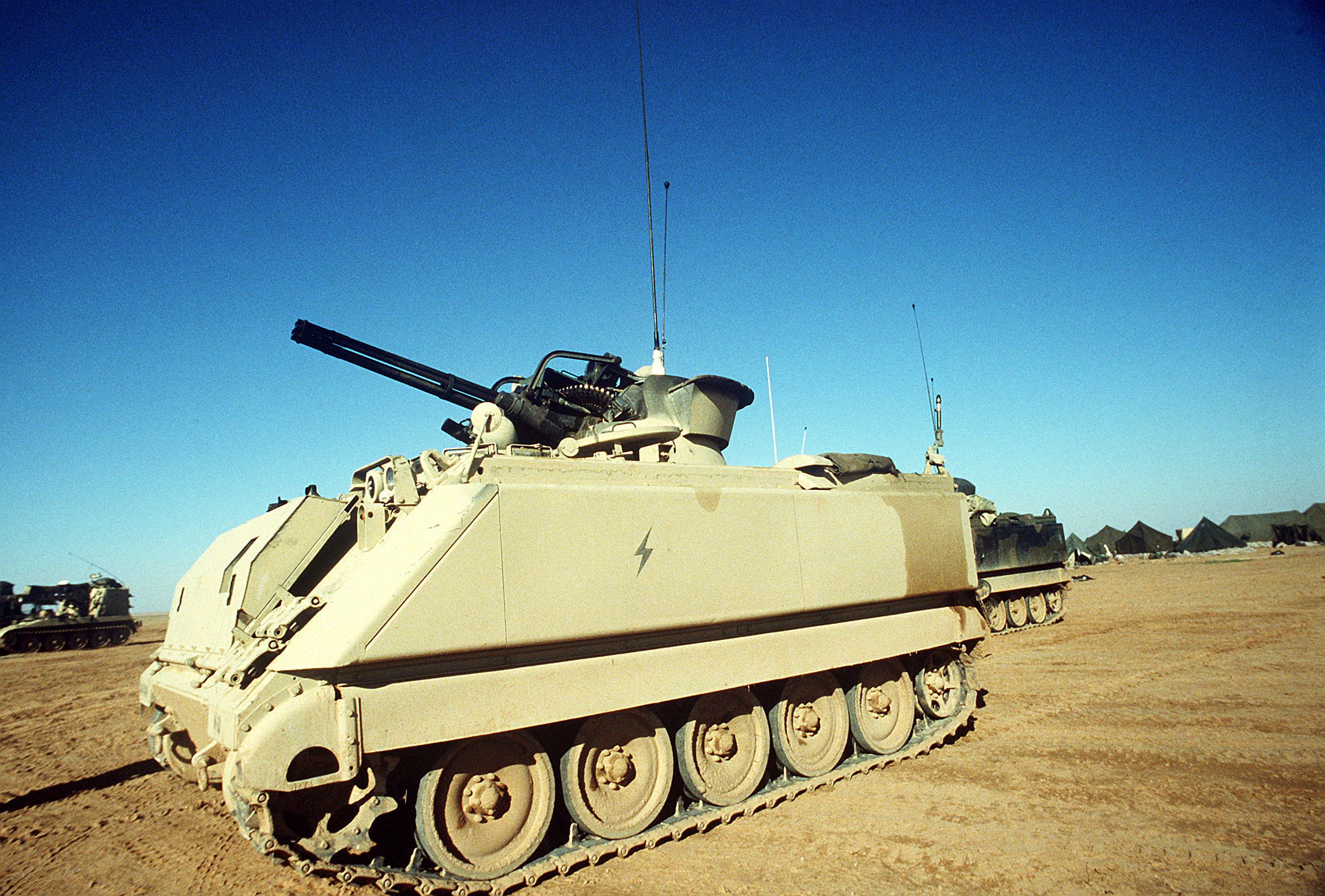
ЗСУ M163 VADS на вогневій позиції біля польового табору американських військ. Війна в Перській затоці. 1991

Після поразки у війні у В'єтнамі начальником штабу армії генералом Крейтоном Абрамсом було запроваджено Політику єдиної сили, яка передбачала глибоку реформу усіх трьох компонентів армії — регулярної армії, армійської національної гвардії та армійського резерву як монолітної сили. Ініційоване генералом Абрамсом реформування тісно сплело усі три складові армії й фактично унеможливлювало проведення тривалих масштабних операцій без залучення як Національної гвардії, так і Резерву армії, що діяли переважно за завданнями всебічного забезпечення й підтримки операцій. Завдяки реалізації проєкту VOLAR армія перетворилася на повністю добровольчу силу з великим акцентом на навчанні та підготовці за конкретними стандартами ефективності завдяки реформам генерала Вільяма Ю. ДеПюї, першого командувача Командування навчання та доктрин армії США.
1980-ті роки були переважно десятиліттям продовження реорганізації та модернізації армії й американських збройних сил в цілому. Закон Голдвотера — Ніколса став серйознішою спробою керівництва держави вирішити проблему міжвидового протистояння, що споконвічно існувало у Збройних силах, зокрема загострилося за часів війни у В'єтнамі, призвело до катастрофічного провалу спеціальної операції з визволення заручників у Тегерані в 1980 році та виявилося під час вторгнення до Гренади у 1983 році За законом, прийнятим 1986 року організовувалися спільні міжвидові командування, об'єднавши армію з іншими чотирма видами ЗС у єдині, географічно організовані командні структури. Армія також зіграла певну роль у вторгненні в Панаму в 1989 році.
До 1989 року Німеччина наближалася до возз'єднання, а Холодна війна добігала кінця. З огляду на геополітичну обстановку, що склалася, керівництво армії ініціювало планування масштабного скорочення чисельності військ. До листопада 1989 року консультанти Пентагону розробляли плани скоротити чисельність армії на 23 %, з 750 000 до 580 000. Було використано низку стимулів, таких як достроковий вихід військовослужбовців на пенсію.

#### 1990-ті
У серпні 1990 року Ірак вторгся до свого меншого сусіда, Кувейту. США швидко розгорнули своє угруповання, левову доля якого становили формування армії у Саудівській Аравії, щоб забезпечити її захист. У січні 1991 року почалася операція «Буря в пустелі», очолювана США коаліція, яка нараховувала понад 500 000 військових, більшість з яких була формуваннями регулярної армії США. Кампанія завершилася повною перемогою, оскільки сили Коаліції розбили іракську армію. В ході війни в Перській затоці відбулися деякі з найбільших танкових битв в історії: битви за Медінський хребет, за Норфолк і за 73 «Істінг» стали танковими битвами історичного значення.
Після успішного завершення війни в Затоці протягом решти 1990-х років армія не залучалася до значних збройних конфліктів, але брала участь у низці миротворчих заходів. У 1990 році Міністерство оборони після перегляду Політики єдиної сили опублікувало вказівки щодо «відбалансування» своєї воєнної політики, але в 2004 році вчені ПС США дійшли висновку, що настала потреба скасувати Політику єдиної сили, яка на їхню думку перешкоджає здатності Збройних сил розгортати бойові підрозділи у випадку війни, тому що існувала вимога одночасно активувати підрозділи Гвардії та Резерву, без яких активні компоненти не могли виконувати операції.

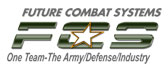
Лого програми модернізації армії «Бойові системи майбутнього»

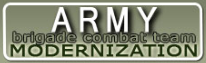
Лого програми модернізації BCT

### XXI століття
11 вересня 2001 року 53 цивільних армії (47 працівників і шість підрядників) і 22 солдати були серед 125 жертв терористичного нападу в Пентагоні, коли рейс 77 авіакомпанії American Airlines, яким керували п'ять викрадачів Аль-Каїди, врізався в західне крило будівлі Міністерства оборони. У відповідь на напади 11 вересня та в рамках глобальної війни з тероризмом збройні сили США та НАТО у жовтні 2001 року вторглися до Афганістану, поваливши уряд Талібану. У 2003 році армія США також очолила спільне вторгнення США та союзників до Іраку; вона стала основним джерелом сухопутного контингету, що розгоргався, з його здатністю підтримувати короткострокові та довгострокові операції. У наступні роки формат ведення воєнних дій на території Іраку змінився з конфлікту між регулярними військами на боротьбу з повстанцями, що призвело до загибелі понад 4000 військовослужбовців США (станом на березень 2008 року) та поранень тисяч інших. З 2003 по 2011 рік в Іраку за американськими даними було вбито 23 813 повстанців.
З 2003 до 2009 року головним мейнстрімом модернізації армії, найамбітнішим з часів Другої світової війни, стала програма «Бойові системи майбутнього», програма глибокої трансформації й реорганізації з одночасним докорінним переозброєнням армії в контексті реалізації концепції мережо-центричних війн. У 2009 році багато проєктів та ініціатив було скасовано чи згорнуто, а решта були включені в програму модернізації BCT (англ. Brigade combat team Modernization). До 2017 року проєкт модернізації бригадних бойових груп було завершено, а його штаб, Командування модернізації бригади, було перейменовано на Об'єднане командування модернізації (англ. Joint Modernization Command, JMC). У відповідь на скорочення бюджету в 2013 році плани армії були скорочені до рівня 1940 року, хоча фактична остаточна чисельність Діючої армії, за прогнозами, скоротилася приблизно до 450 000 військових до кінця 2017 фінансового року. З 2016 по 2017 рік армія вивела з експлуатації сотні багатоцільових гелікоптерів OH-58 «Кайова», залишивши в строю ударні вертольоти «Апач».

## Загальна структура армії

### Система керівництва
Основними складовими Армії є: активний компонент — Регулярна Армія та два резервні компоненти — Національна Гвардія і Резерв Армії. Обидва резервні компоненти комплектуються військовослужбовцями, які працюють неповний робочий день і лише частину свого службового часу витрачають на бойову підготовку (один раз на місяць проводяться навчальні збори або тренування у складі підрозділів і частин), а також щорічні двох-тритижневі збори.
Як регулярна армія, так і армійський резерв організовані відповідно до 10-го розділу Кодексу США, тоді як Національна Гвардія організована відповідно 32-му розділу. Хоча Національна гвардія армії організована, навчена та оснащена як компонент армії США, її особовий склад не перебуває на федеральній службі, її формування перебувають під командуванням губернаторів штатів і окремих територій. Проте Національна гвардія округу Колумбія підпорядковується напряму президентові США, а не меру округу, навіть якщо вона не передана в підпорядкування федеральній владі. За законами США будь-яка частина або вся Національна гвардія може бути передана в пряме підпорядкування федеральній владі президентським указом попри волі губернатора штату у разі необхідності.
Керівником армії призначається цивільний секретар Армії, який підпорядковується Міністру оборони США, і є головним представником державного цивільного контролю над Начальником штабу армії.
Начальник штабу Армії, як найвища військова посадова особа в армії, виконує функції головного військового радника та виконавця від особи секретаря армії, тобто є фактичним командувачем цього виду збройних сил; і як член Об'єднаного комітету Начальників штабів Збройних сил США — головного органу управління ЗС, що складається з начальників штабів кожного з видів, підпорядкованих напряму Міністерству оборони, які консультують президента США, міністра оборони та Раду національної безпеки з оперативних військових питань під керівництвом голови та заступника голови Об'єднаного комітету начальників штабів. У 1986 році за прийнятим законом Голдвотера–Ніколса оперативне управління видами ЗС ведеться напряму від президента через міністра оборони безпосередньо до командувачів Об'єднаних міжвидових командувань, у підпорядкуванні яких перебувають усі формування збройних сил у визначеній географічній або функціональній зоні відповідальності. Таким чином секретарі військових відомств (і їхні відповідні начальники штабів видів) несуть відповідальність лише за організацію, навчання та оснащення своїх видів військ (сил). Армія надає навчені та підготовлені сили бойовим командирам і командувачам для застосування їх у відповідності до вказівок (наказів) міністра оборони.
| Род військ (служба)                    | Знак розрізнення та кольори |           | Род військ (служба)                     | Знак розрізнення та кольори |  | Сфера діяльності служби (FA)                  | Сфера діяльності служби (FA)                  |
| -------------------------------------- | --------------------------- | --------- | --------------------------------------- | --------------------------- |  | --------------------------------------------- | --------------------------------------------- |
| Корпус закупівлі (AC)                  |                             |           | Зенітна артилерія (AD)                  |                             |  | Інженерія інформаційних мереж (FA 26)         | Інженерія інформаційних мереж (FA 26)         |
| Корпус генерал-ад'ютантів (AG)         |                             |           | Танкові війська (AR)                    |                             |  | Інформаційні операції (FA 30)                 | Інформаційні операції (FA 30)                 |
| Армійська авіація (AV)                 |                             |           | Військово-цивільне адміністрування (CA) |                             |  | Стратегічна розвідка (FA 34)                  | Стратегічна розвідка (FA 34)                  |
| Корпус капеланів (CH)                  |                             |           | Хімічний корпус (CM)                    |                             |  | Космічні операції (FA 40)                     | Космічні операції (FA 40)                     |
| Війська кібербезпеки (CY)              |                             |           | Стоматологічне командування (DC)        |                             |  | Офіцер по зв'язках з громадськістю (FA 46)    | Офіцер по зв'язках з громадськістю (FA 46)    |
| Корпус інженерів (EN)                  |                             |           | Корпус польової артилерії (FA)          |                             |  | Академичний професор (FA 47)                  | Академичний професор (FA 47)                  |
| Фінансовий корпус (FI)                 |                             |           | Піхота (IN)                             |                             |  | Офіцер закордонних справ (FA 48)              | Офіцер закордонних справ (FA 48)              |
| Генерал-інспектор (IG)                 |                             |           | Логістика (LG)                          |                             |  | Дослідження операцій/системний аналіз (FA 49) | Дослідження операцій/системний аналіз (FA 49) |
| Корпус генерального судді (JA)         |                             |           | Військова розвідка (MI)                 |                             |  | Управління силами (FA 50)                     | Управління силами (FA 50)                     |
| Медичний корпус (MC)                   |                             |           | Корпус медичної служби (MS)             |                             |  | Закупівля (FA і CMF 51)                       | Закупівля (FA і CMF 51)                       |
| Корпус військової поліції (MP)         |                             |           | Корпус медсестер (AN)                   |                             |  | Симуляційні операції (FA 57)                  | Симуляційні операції (FA 57)                  |
| Психологічні операції (PO)             |                             |           | Корпус медичних спеціалістів (SP)       |                             |  | Армійський маркетинг (FA 58)                  | Армійський маркетинг (FA 58)                  |
| Квартирмейстерський корпус (QM)        |                             |           | Корпус штабних спеціалістів (SS)        |                             |  | Медичні служби (FA 70)                        | Медичні служби (FA 70)                        |
| Сили спеціальних операцій (SF)         |                             |           | Корпус озброєння (OD)                   |                             |  | Лабораторні науки (FA 71)                     | Лабораторні науки (FA 71)                     |
| Ветеринарний корпус (VC)               |                             |           | Зв'язки з громадськістю (PA)            |                             |  | Профілактична медицина (FA 72)                | Профілактична медицина (FA 72)                |
| Транспортний корпус (TC)               |                             |           | Корпус зв'язку (SC)                     |                             |  | Поведінкові науки (FA 73)                     | Поведінкові науки (FA 73)                     |
| Знаки спеціальних родів військ (служб) |                             |           |                                         |                             |  |                                               |                                               |
| Бюро Національної гвардії (NGB)        |                             |           | Генеральний штаб                        |                             |  | Персонал Військової академії                  |                                               |
| Кандидат в офіцери                     |                             |           | Кандидат у ворентофіцери                |                             |  |                                               |                                               |
| Ад'ютанти                              | Ад'ютанти                   | Ад'ютанти | Ад'ютанти                               | Ад'ютанти                   |  | Головний сержантський радник (SEA)            | Головний сержантський радник (SEA)            |

### Командні структури армії США
Штаб-квартира міністерства армії США (HQDA):
| Командування армії                                                                             | Пункт постійної дислокації                         |
| ---------------------------------------------------------------------------------------------- | -------------------------------------------------- |
| Командування сил армії (FORSCOM)                                                               | Форт Ліберті, Північна Кароліна                    |
| Командування майбутнього армії (AFC)                                                           | Остін, Техас                                       |
| Командування матеріального забезпечення армії (AMC)                                            | Редстоун-Арсенал, Алабама                          |
| Командування навчання та доктрин армії (TRADOC)                                                | Форт Юстіс, Вірджинія                              |
| Регіональні та спеціальні командування армії                                                   | Пункт постійної дислокації                         |
| Центральна армія (ARCENT)/3-тя армія                                                           | Шоу, Південна Кароліна                             |
| Європейсько-Африканська армії/7-ма армія                                                       | Казарми генерала Люсіуса Клея, Вісбаден, Німеччина |
| Північна армія (ARNORTH)/5-та армія                                                            | Об'єднана військова база Сан-Антоніо, Техас        |
| Тихоокеанська армія (USARPAC)                                                                  | Форт Шафтер, Гаваї                                 |
| Південна армія (ARSOUTH)/6-та армія                                                            | Об'єднана військова база Сан-Антоніо, Техас        |
| Командування розгортання та транспортування на морі (SDDC)                                     | Скотт, Іллінойс                                    |
| Кібернетичне командування армії (ARCYBER)                                                      | Форт Гордон, Джорджія                              |
| Космічно-протиракетне командування армії/Командування стратегічних сил армії (USASMDC/ARSTRAT) | Редстоун-Арсенал, Алабама                          |
| Командування спеціальних операцій армії (USASOC)                                               | Форт Ліберті, Північна Кароліна                    |
| Оперативні сили                                                                                | Пункт постійної дислокації                         |
| 8-ма армія (EUSA)                                                                              | Кемп Гамфріс, Південна Корея                       |
| Органи управління та структури безпосереднього підпорядкування                                 | Пункт постійної дислокації                         |
| Арлінгтонський національний цвинтар і Національне кладовище в будинку солдатів і авіаторів США | Арлінгтон, Вірджинія                               |
| Центр передового досвіду цивільного захисту                                                    | Арлінгтон, Вірджинія                               |
| Військове агентство поштової служби                                                            | Арлінгтон, Вірджинія                               |
| Центр підтримки закупівель армії США (USAASC)                                                  | Форт Белвуар, Вірджинія                            |
| Агентство цивільних людських ресурсів армії (CHRA)                                             | Абердинський випробувальний полігон, Меріленд      |
| Корпус інженерів армії (USACE)                                                                 | Вашингтон                                          |
| Командування виправних установ армії (ACC)                                                     | Арлінгтон, Вірджинія                               |
| Командування кримінальних розслідувань армії (USACID)                                          | Квантіко, Вірджинія                                |
| Командування людських ресурсів армії (HRC)                                                     | Форт-Нокс, Кентуккі                                |
| Командування розвідки та безпеки армії (INSCOM)                                                | Форт Белвуар, Вірджинія                            |
| Медичне командування армії (MEDCOM)                                                            | Об'єднана військова база Сан-Антоніо, Техас        |
| Військовий округ армії «Вашингтон» (MDW)                                                       | Форт Леслі Макнейр, округ Колумбія                 |
| Дослідницько-випробувальне командування армії (ATEC)                                           | Абердинський випробувальний полігон, Меріленд      |
| Воєнний коледж армії (AWC)                                                                     | Карлайл, Пенсільванія                              |
| Військова академія (USMA)                                                                      | Вест-Пойнт, Нью-Йорк                               |

Завдання, які покладаються на Армію США

Кожне Командування армії у своїй географічній зоні відповідальності отримує під свою юрисдикцію й підпорядкування всі з'єднання і частини, за винятком штабу Тихоокеанської армії, яка має у своєму підпорядкуванні лише формування, що дислокуються в Південній Кореї.

### Організаційна структура формувань Армії
Організаційно більшість формувань американської Армії поділяється на такі компоненти:
- Корпус: складається з двох і більше дивізій і корпусних бригад забезпечення. Нині іменуються Оперативне угрупування військ, об'єднуючи під собою різну кількість мобільних з'єднань, під командуванням генерал-лейтенанта і має у своєму складі 20 000-45 000 військовослужбовців.
- Дивізія: складається з трьох бойових бригад, артилерійської бригади, бригади армійської авіації, інженерної бригади (лише у важкій дивізії) і дивізійного комплекту частин і підрозділів підтримки і постачання. Після реформи і переходу на бригадну основу дивізії називатимуться Тактичне угрупування військ, і, як правило, матимуть у своєму складі 4 бригадних бойових групи і одну бригаду армійської авіації. У ній налічуватиметься 10 000-15 000 військовослужбовців під командуванням генерал-майора.
- Бригада (бригадна група): Має у своєму складі два і більше батальйони, під командуванням полковника. З переходом на нову базову основу маневрені бригади перетворюються в бригадні бойові групи, що складаються з двох батальйонів, танкового батальйону, батальйону вогневої підтримки, батальйону спеціальних військ (підрозділи розвідки, інженерні, зв'язку) і батальйону підтримки. Ударна бригадна бойова група (англ. Stryker Brigade Combat Teams) має дещо масштабнішу організацію. 3 000-5 000 військовослужбовців.
- Полк: З переходом на бригадну основу полкова структура ліквідовується і батальйони безпосередньо підпорядковані командуванню бригади, за винятком ряду частин, таких як, бронекавалерійські полки та частина полків польової артилерії.
- Батальйон (Ескадрон): має у своєму складі від двох до п'яти рот (батарей) під командуванням підполковника. 300—1000 військовослужбовців.
- Рота (артилерійська батарея): Нумерація в батальйоні здійснюється від A до C (плюс штабна рота і роти підтримки) в батальйонах 3-х ротного складу й від A до D у батальйонах 4-х ротного складу. В полку роти нумеруються від A до T, в залежності від кількості підрозділів в полку. Кожна рота підрозділяється на взводи (від 3 до 4) під командуванням капітана. Головний сержант роти за штатом — перший сержант. 62-190 військовослужбовців.
- Взвод: Складається з двох і більш відділень під командуванням лейтенанта і головного сержанта взводу у званні сержант першого класу. 32 військовослужбовці.
- Секція: підрозділ під командуванням штаб-сержанта приблизно дорівнює відділенню, але, як правило, входить до складу роти, а не взводу.
- Відділення: складається з двох команд під командуванням штаб-сержанта. 9-10 військовослужбовців.
- Команда: Найменший підрозділ в армії США. Вогнева команда складається з командира команди (сержант, капрал або спеціаліст), стрільця, гранатометника і кулеметника. Снайперська команда включає у своєму складі снайпера і групу прикриття. 2-4 військовослужбовці.

Під час реформи Армія переходить з дивізійної основи на бригадну, після якої кількість бойових бригад у складі регулярної армії збільшиться з 33 до 42, а також збільшиться кількість з'єднань у Національній Гвардії і в Резерві Армії. Ця реформа ставить за мету привести всі види бригад до уніфікованої організації, одного з трьох запропонованих типів:
- Важка бригада — 3 700 осіб особового складу і прирівнюється до механізованої або танкової бригади;
- Піхотна бригада — 3 300 осіб особового складу і дорівнюється до легкої піхотної або повітрянодесантної бригади;
- Ударна бригада — 3 900 осіб особового складу і уся техніка базується на сімействі бойових машин типу «Страйкер».

Крім того, реорганізуються бригади бойового, технічного і тилового забезпечення, у тому числі і бригади армійської авіації і артилерії.

### Основні бойові формування
| Формування                                                 | Штаб-квартира                                                 |
| ---------------------------------------------------------- | ------------------------------------------------------------- |
| 1-й армійський корпус                                      | Форт Льюїс, Об'єднана військова база Льюїс-Маккорд, Вашингтон |
| 3-й бронетанковий корпус                                   | Форт Кавазос, Техас                                           |
| 5-й армійський корпус                                      | Форт-Нокс, Кентуккі                                           |
| XVIII повітрянодесантний корпус                            | Форт Ліберті, Північна Кароліна                               |
| 1-ша армія                                                 | Рок-Айлендський арсенал, Рок-Айленд, Іллінойс                 |
| Командування резерву армії США                             | Форт Ліберті, Північна Кароліна                               |
| Командування допомоги сил безпеки                          | Форт Ліберті, Північна Кароліна                               |
| 20-те командування РХБ захисту                             | Абердинський випробувальний полігон, Меріленд                 |
| 32-ге командування протиповітряної і протиракетної оборони | Форт Блісс, Техас                                             |
| Командування служб повітряного руху                        | Форт-Новосел, Алабама                                         |

| Бойові з'єднання та частини повного штату | Бойові з'єднання та частини повного штату                                      | Бойові з'єднання та частини повного штату | Бойові з'єднання та частини повного штату |
| Назва                                     | Пункт постійної дислокації                                                     | Підпорядковані частини | Кому підпорядковується                    |
| ----------------------------------------- | ------------------------------------------------------------------------------ | --- | ----------------------------------------- |
| 1-ша бронетанкова дивізія                 | Форт Блісс, Техас                                                              | 3 бронетанкові бригадні бойові групи 1 група дивізійної артилерії, 1 бригада армійської авіації та 1 бригада підтримки | III корпус                                |
| 1-ша кавалерійська дивізія                | Форт Кавазос, Техас                                                            | 3 бронетанкові бригадні бойові групи, 1 група дивізійної артилерії, 1 бригада армійської авіації та 1 бригада підтримки | III корпус                                |
| 1-ша піхотна дивізія                      | Форт Райлі, Канзас                                                             | 2 бронетанкові бригадні бойові групи, 1 група дивізійної артилерії, 1 бригада армійської авіації та 1 бригада підтримки | III корпус                                |
| 2-га піхотна дивізія                      | Кемп Гамфріс, Південна Корея Об'єднана військова база Льюїс-Маккорд, Вашингтон | 2 бригадні бойові групи «Страйкер», 1 механізована бригада 8-ї маневреної дивізії армії Південної Кореї, 1 група дивізійної артилерії (під адміністративним контролем 7-ї піхотної дивізії), 1 бригада підтримки, а також бригадна бойова група «Страйкер» з іншої діючої дивізії, яка регулярно проходить ротацію | I корпус 8-ма армія                       |
| 2-й кавалерійський полк                   | Роуз-Барракс, Фільзек, Німеччина                                               | 4 батальйони «Страйкер», 1 інженерний батальйон, 1 дивізіон вогневої підтримки та 1 батальйон підтримки | Командування армії США в Європі та Африці |
| 3-тя піхотна дивізія                      | Форт Стюарт, Джорджія                                                          | 2 бронетанкові бригадні бойові групи, 1 група дивізійної артилерії, 1 бригада армійської авіації та 1 бригада підтримки та 48-ма піхотна бригадна бойова група Національної гвардії Джорджії | XVIII повітрянодесантний корпус           |
| 3-й кавалерійський полк                   | Форт Кавазос, Техас                                                            | 4 батальйони «Страйкер», 1 дивізіон вогневої підтримки, 1 інженерний батальйон та 1 батальйон підтримки | III корпус                                |
| 4-та піхотна дивізія                      | Форт Карсон, Колорадо                                                          | 2 бригадні бойові групи «Страйкер», 1 бронетанкова бригадна бойова група, група дивізійної артилерії, 1 бригада армійської авіації та 1 бригада підтримки | III корпус                                |
| 10-та гірсько-піхотна дивізія             | Форт Драм, Нью-Йорк                                                            | 3 піхотні бригадні бойові групи, 1 група дивізійної артилерії, 1 бригада армійської авіації та 1 бригада підтримки | XVIII повітрянодесантний корпус           |
| 11-та повітрянодесантна дивізія           | Об'єднана база Ельмендорф-Річардсон, Аляска                                    | 1 повітрянодесантні бригадні бойові групи, 1 піхотна бригадна бойова група, 2 авіаційних батальйони посилення та 1 батальйон підтримки | I корпус                                  |
| 25-та легка піхотна дивізія               | Шофілд Барракс, Гаваї                                                          | 2 піхотні бригадні бойові групи, 1 група дивізійної артилерії, 1 бригада армійської авіації та 1 бригада підтримки | I корпус                                  |
| 82-га повітрянодесантна дивізія           | Форт Ліберті, Північна Кароліна                                                | 3 повітрянодесантні бригадні бойові групи, 1 десантна група дивізійної артилерії, 1 десантна бригада армійської авіації та 1 десантна бригада підтримки | XVIII повітрянодесантний корпус           |
| 101-ша повітряноштурмова дивізія          | Форт Кемпбелл, Кентуккі                                                        | 3 піхотні бригадні бойові групи, 1 група дивізійної артилерії, 1 бригада армійської авіації та 1 бригада підтримки | XVIII повітрянодесантний корпус           |
| 173-тя окрема повітрянодесантна бригада   | Казерна Едерле, Віченца, Італія                                                | 3 парашутно-десантні батальйони (у тому числі два батальйони Національної гвардії штатів Техас та Род-Айленд), 1 десантний дивізіон польової артилерії, 1 десантний кавалерійський ескадрон, 1 десантний інженерний батальйон, та 1 десантний батальйон підтримки                                                  | Командування армії США в Європі та Африці |

## Система підготовки
Загальна система підготовки військовослужбовців в армії США поділяється на дві складові — індивідуальна (англ. Basic Combat Training (BCT) і колективна підготовка (англ. Advanced Individual Training (AIT). Перші десять тижнів підготовки військовослужбовці займаються традиційними для більшості армій світу видами базової підготовки новобранця, а потім проходять поглиблену індивідуальну підготовку, під час якої вони набувають первинних навичок та знань за своїми військово-обліковими спеціальностями (ВОС). Для деяких категорій військовослужбовців навчання за майбутньою військовою професією триває від 14 до 20 тижнів підготовки в одному підрозділі, яка складається з базової та поглибленої індивідувальної підготоки за фахом. Тривалість навчання в школі поглибленої індивідуальної підготовки залежить від ВОС. Певні високотехнічні спеціальності вимагають багатомісячної підготовки (наприклад, перекладачі іноземних мов). Залежно від потреб армії, базова бойова підготовка для солдатів з бойовою зброєю може проводиться в різних гарнізонах, зокрема два з найдовших — Бронетанкова школа і Піхотна школа, обидві у Форт Мурі, штат Джорджія. Експериментальна підготовка піхотинця, запроваджена у 2018 році, спрямована на підвищення спроможностей піхотного підрозділу в сучасних бойових умовах, триває на 8 тижнів довше, ніж базова підготовка і разом з поглибленою сягає 22 тижні. Нова піхотна програма підготовки охоплює набуття навичок дії в бою з кулеметами M240 і M249. У 2019 році армія перейшла на оновлену програму підготовки в одному гарнізоні (англ. One Station Unit Training (OSUT). З 2021 року тривалість осучасненої програми підготовки була збільшена до 22 тижнів для бронетанкових підрозділів американської армії, з перспективою поширення її на кавалерію, інженерні війська і військову поліцію.
Останні роки запроваджено нову навчальну програму підготовки молодших офіцерів, які служитимуть командирами взводів піхотних підрозділів. Ці лейтенанти візьмуть на себе багато адміністративних, логістичних та повсякденних завдань, які раніше виконували сержанти-інструктори цих взводів, і, як очікується, «керуватимуть, навчатимуть та допомагатимуть у підтримці та підвищенні бойового духу, добробуту та боєготовності» сержантів-інструкторів та їхніх взводів. Одночасно в контексті базової бойової підготовки підвищується ступінь відповідальності молодшого офіцерського складу за військову дисципліну у підпорядкованих підрозділах.
2018 року в 60 батальйонах, по всій армії був запроваджений Тест бойової придатності Армії (ACFT). Тест і система підрахунку балів однакові для всіх солдатів, незалежно від статі. На виконання тесту відводиться одна година, включно з періодами відпочинку. У жовтні 2022 року ACFT замінив Тест фізичної підготовки (APFT), як такий, що більше підходить для оцінювання рівня фізичної готовності солдата до дій у бойових умовах. Для кращого прогнозування того, які м'язові групи тіла є адекватно підготовленими до бойових дій, було визначено шість випробувань: три підйоми штанги, кидок десятифунтового медичного м'яча стоячи, віджимання з витягуванням рук (яке замінює традиційне віджимання), спринт/перетягування/перенесення на 250 ярдів, три підтягування з піднесенням ніг (або тест стоячи в планці замість підтягування), обов'язковий час відпочинку та біг на дві милі.
З 1 жовтня 2020 року всі військовослужбовці усіх трьох компонентів (регулярної армії, резерву та Національної гвардії) підлягають цьому тестуванню. Станом на жовтень 2020 року через ACFT тестують усіх солдатів, які проходять базову підготовку. З 1 жовтня 2020 року ACFT став офіційним тестом; до цього дня кожна армійська частина була зобов'язана пройти випробувальний тест ACFT. Після проходження базової і поглибленої індивідуальної підготовки солдати можуть продовжити навчання і подати заявку на отримання «додаткового ідентифікатора рівня навичок» (англ. Additional skill identifier, ASI). ASI дозволяє армії запровадити підготовку по широкому спектру MOS і зосередити його на більш конкретній MOS. Наприклад, бойовий медик, в обов'язки якого входить надання догоспітальної невідкладної допомоги, може пройти навчання за програмою ASI, щоб стати фахівцем з серцево-судинних захворювань, діалізу або навіть за фахом ліцензованого медбрата/медсестри практичної медицини. Для офіцерського складу підготовка включає підготовку базовим діям на полі бою, відому як Базовий офіцерський лідерський курс А, або в USMA, або через ROTC, або шляхом проходження OCS.

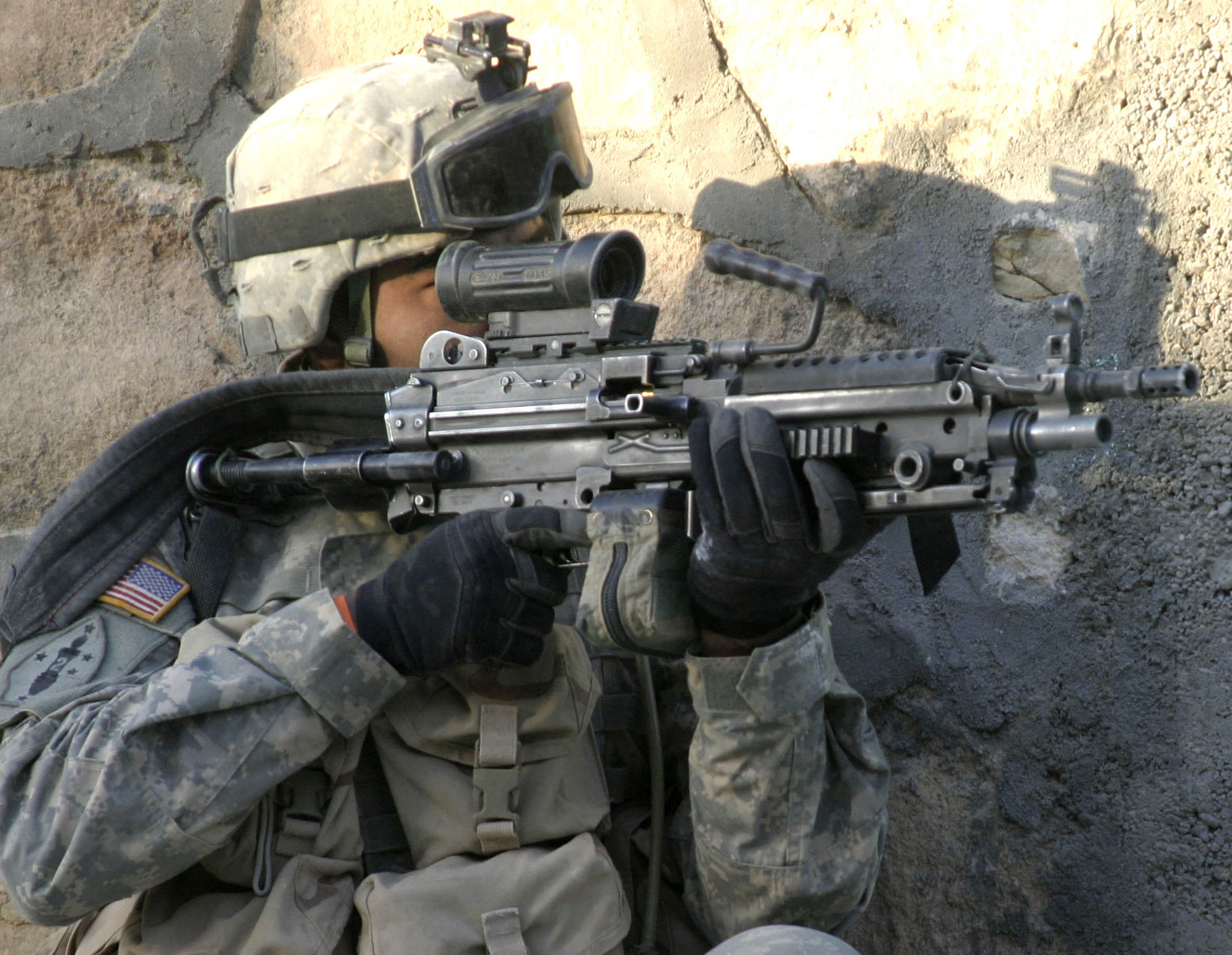
Солдат з ручним кулеметом M249 SAW. Піхота

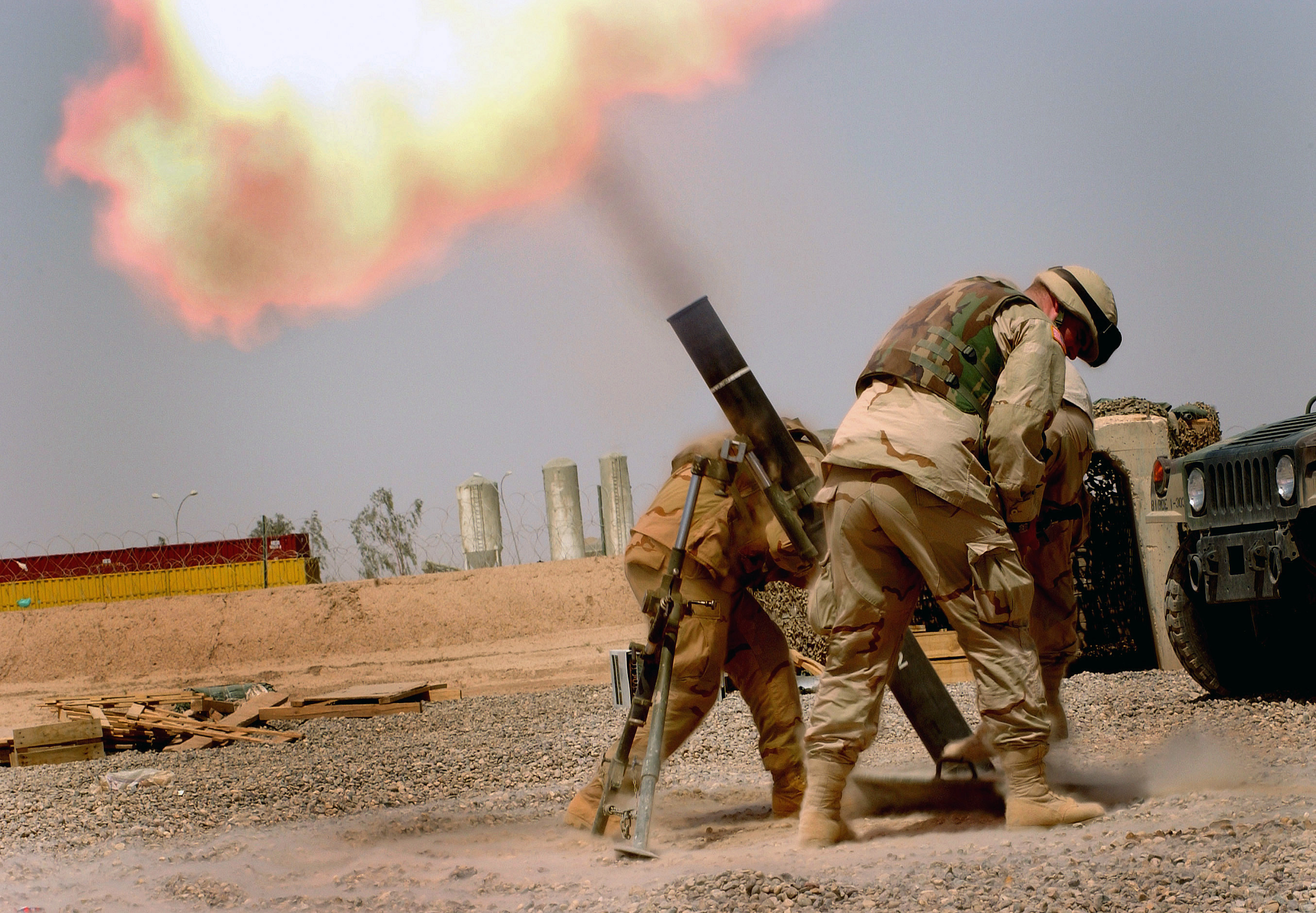
Ведення вогню з 120-мм міномета М120

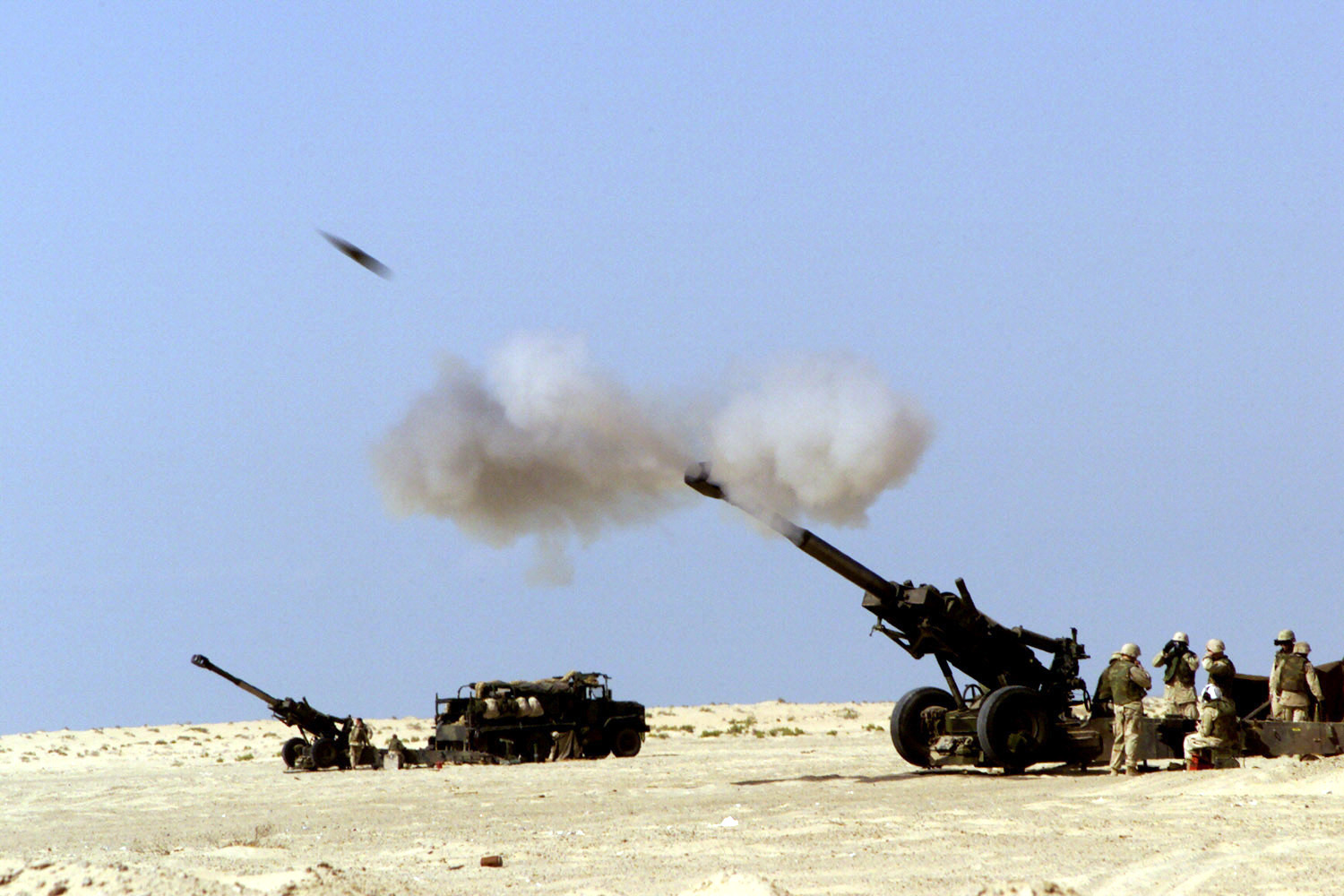
155-мм гаубиця M198

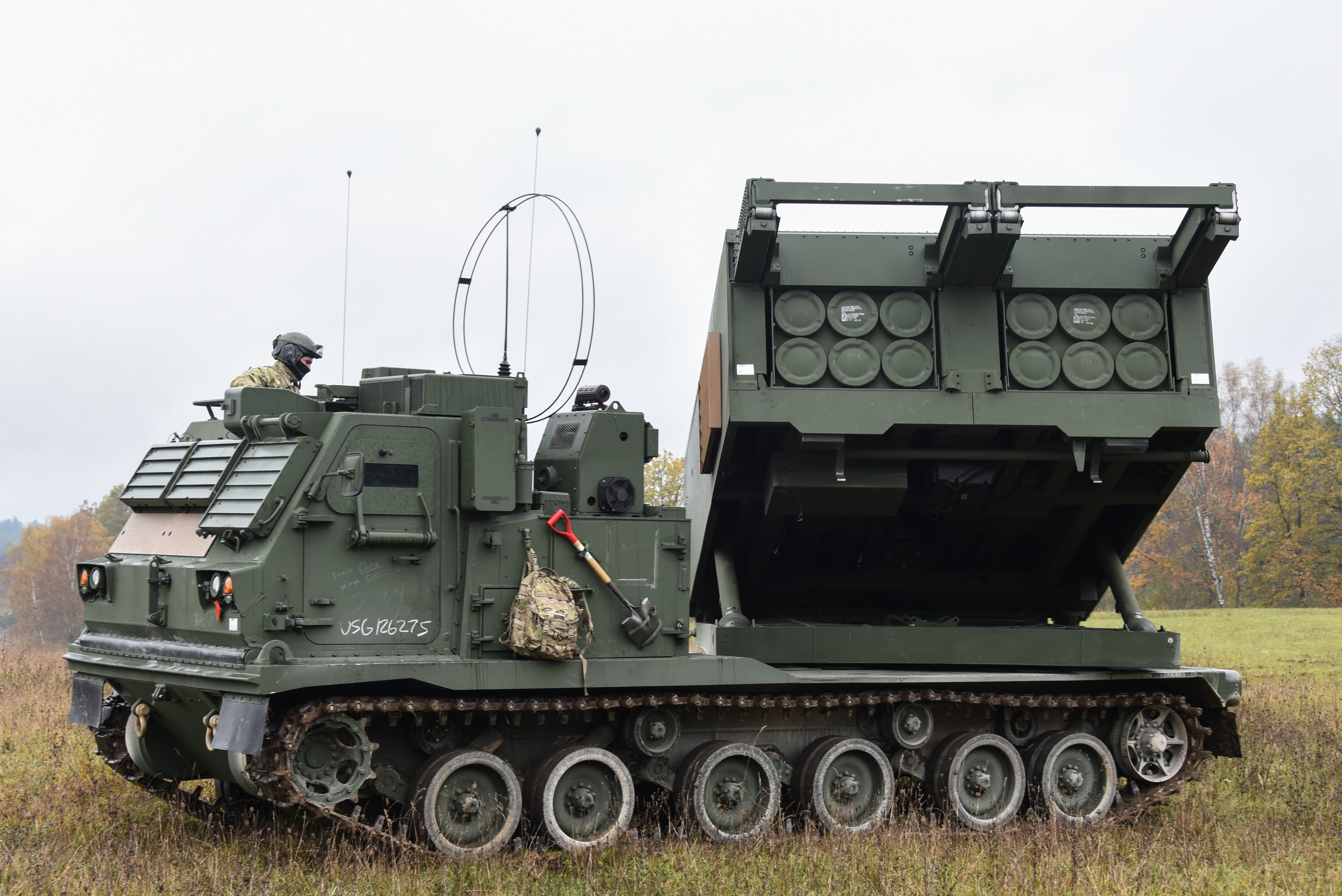
РСЗВ МЛРС (M270 MLRS). Реактивна артилерія

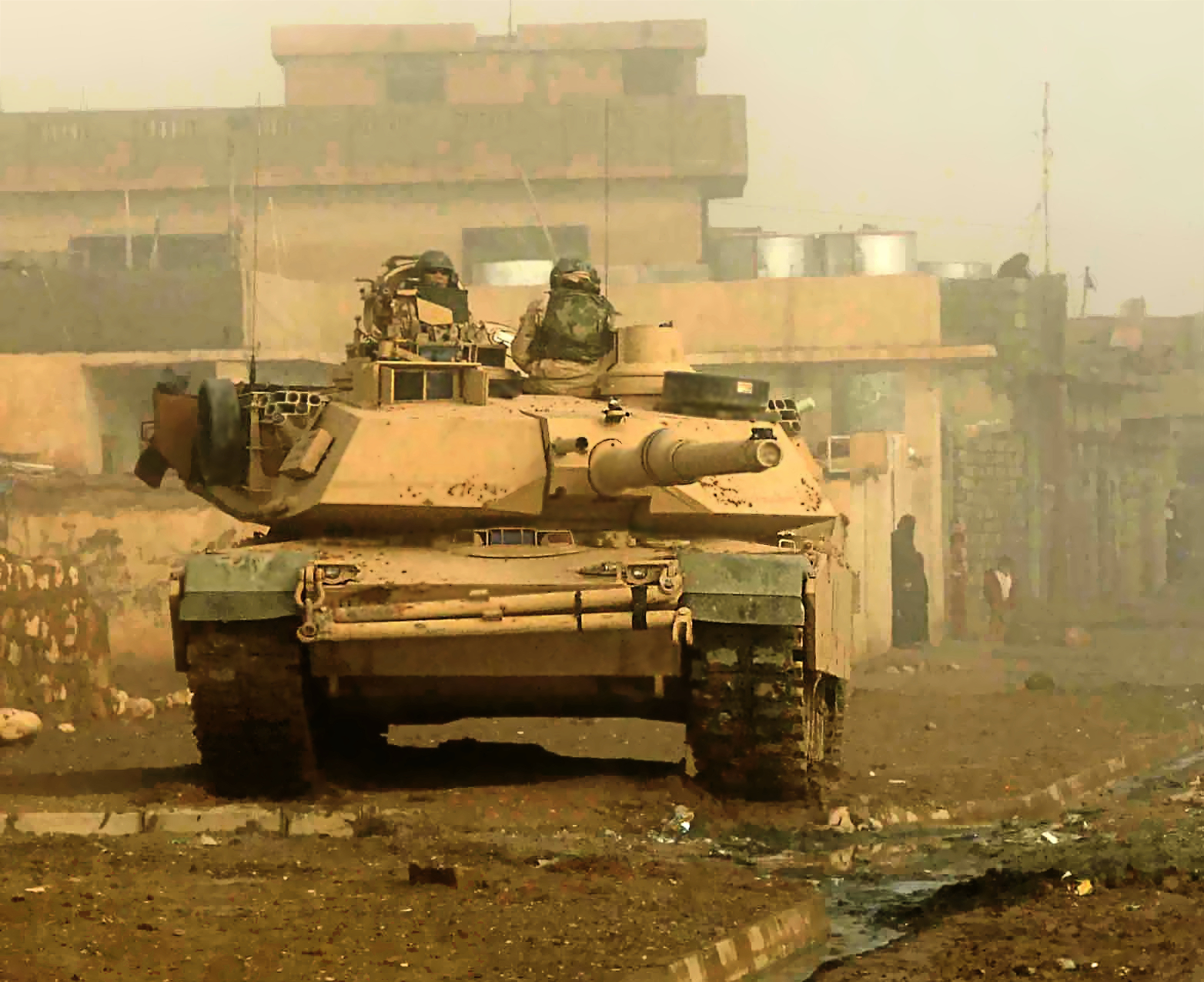
Основний бойовий танк M1 Abrams. Танкові війська

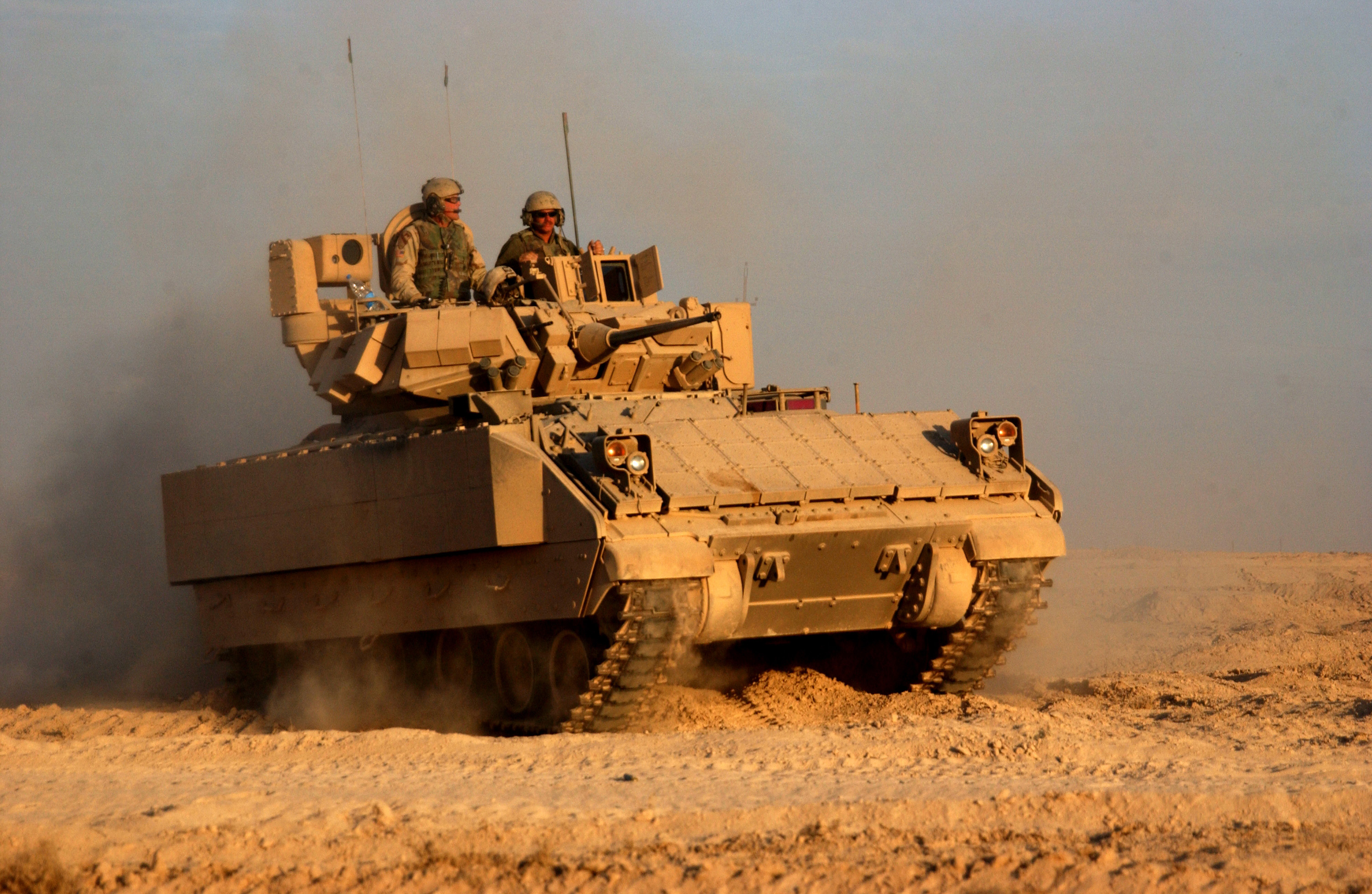
Бойова машина піхоти М2 «Бредлі». Механізовані війська

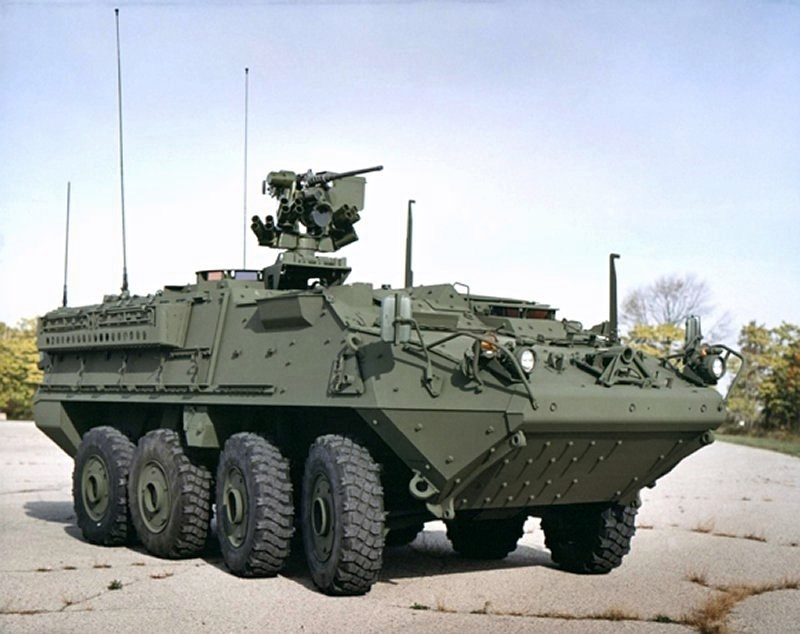
Бронетранспортер М1126 «Страйкер». Механізовані війська

Колективна підготовка на рівні підрозділу відбувається в місці постійної дислокації підрозділу (частини), але найбільш інтенсивна підготовка на вищому рівні проводиться в трьох центрах бойової підготовки: Національному навчальному центрі у Форт Ірвін, Каліфорнія, Об'єднаному центрі бойової підготовки у Форті Джонсон, Луїзіана, та Об'єднаному багатонаціональному навчальному центрі на полігоні в Гоенфельсі і Графенвері, у Німеччині. Програма реформування американської армії (ReARMM) — це процес реорганізації сухопутних військ, затверджений у 2020 році для задоволення потреби в постійному поповненні сил для розгортання на рівні підрозділів та інших ешелонів відповідно до вимог місії. Поповнення на індивідуальному рівні все ще вимагає підготовки на рівні підрозділу, що проводиться в центрі підготовки у Форт Блісс, в Нью-Мексико і Техасі, перед їх індивідуальним розгортанням.

## Оснащення, екіпіровка, озброєння та військова техніка Армії США
Начальник штабу армії визначив шість пріоритетів модернізації в такому порядку: артилерія, наземна техніка, армійська авіація, мережові технології, протиповітряна/протиракетна оборона і збереження життя особового складу.

#### Стрілецька зброя
Армія США використовує різні зразки стрілецької зброї. Найбільш широко застосовуються автоматична гвинтівка М16А4 та її компактний варіант, карабін М4. Індивідуальною зброєю кожного військовослужбовця Армії США є пістолет М9 (італійська Beretta 92F). Сили спеціальних операцій Армії озброюються автоматно-гранатометними комплексами SCAR-H (автоматична гвинтівка під патрон 7,62х51 НАТО) та SCAR-L (автомат під патрон 5,56х45 НАТО). На М16 та М4 може встановлюватися підствольний гранатомет М203 або підствольний дробовик М26. З 2022 року у війська надходить сучасна штурмова гвинтівка XM7, калібру 6,8-мм.

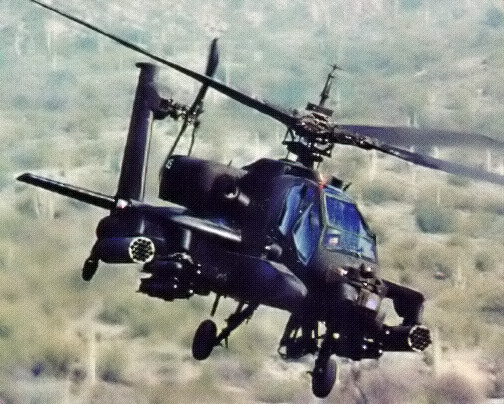
Бойовий гелікоптер АН-64 «Апач». Армійська авіація

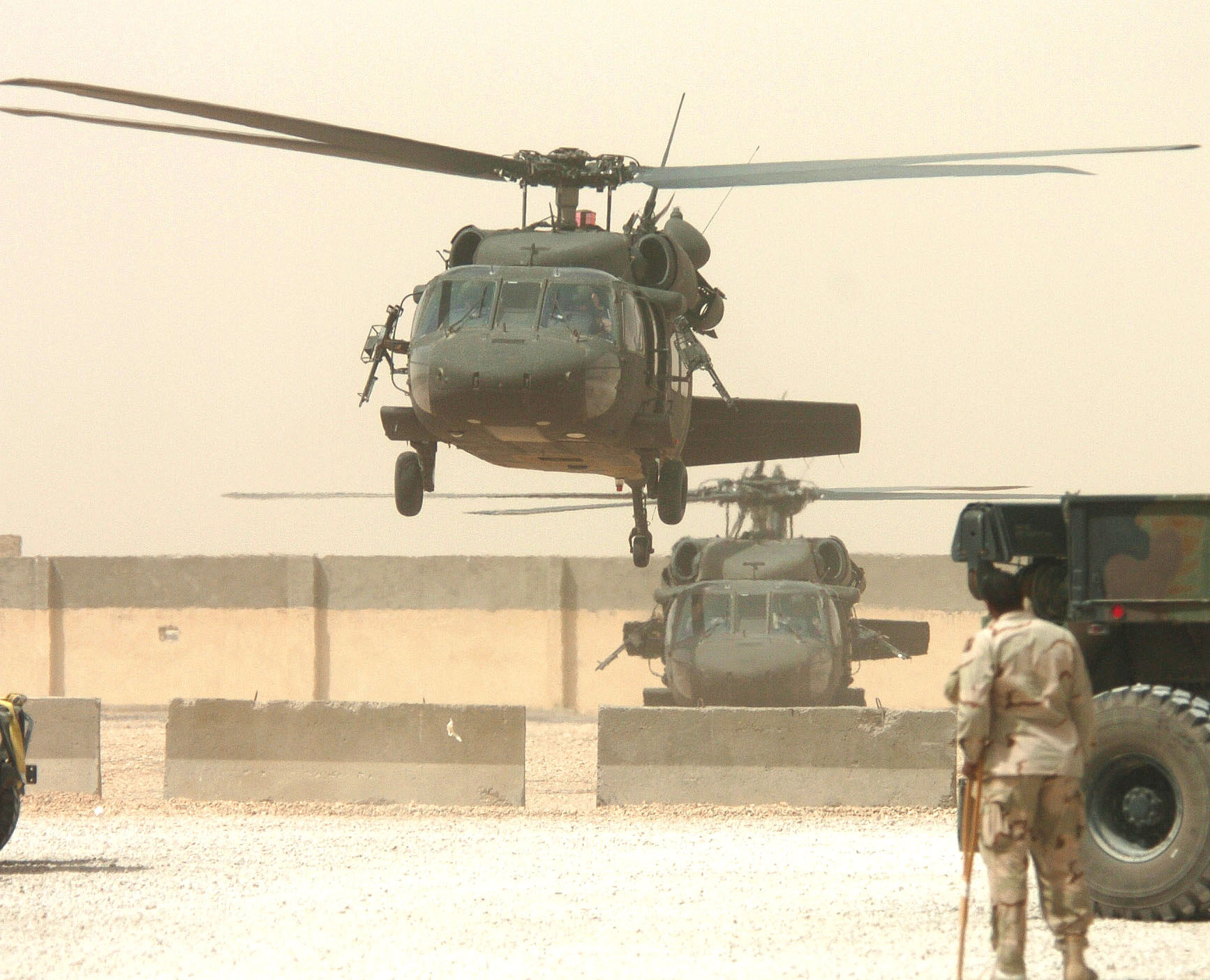
Багатоцільовий вертоліт UH-60 «Блек Хок». Армійська авіація

Для штурму будівель застосовуються дробовики М1014 (італійський автоматичний Benelli M4 Super 90) та помповий Mossberg 590. В ближньому бою піхотний підрозділ використовує гранатомет M320. Снайпери озброюються гвинтівками М24 з ковзним затвором, напівавтоматичними М14 EBR, M2010 та М110, а також великокаліберною M107. В спорядження піхотинця також входять осколкова граната М67 та димова граната М18.
Армійські підрозділи використовують різноманітну колективну зброю, щоб забезпечити потужну вогневу міць на дальності, що перевищує відстань дії індивідуальної зброї. У піхотному відділенні в ролі колективної зброї застосовуються єдиний кулемет М240 (бельгійський FN MAG) та ручний М249 (бельгійський FN Minimi). Великокаліберний кулемет М2 зазвичай використовується як кулемет, встановлений на транспортних засобах. 40-мм автоматичний гранатомет Мk 19 в основному використовується моторизованими підрозділами.
Армія США використовує три типи мінометів для непрямої вогневої підтримки, коли важка артилерія може бути недоступною. Найменшим з них є 60-мм міномет M224, який зазвичай використовується на рівні піхотної роти. Піхотні батальйони зазвичай забезпечують вогневу підтримку підрозділів вогнем з 81-мм мінометів M252. Найбільшим мінометом на озброєнні армії є 120-мм М120/М121, який зазвичай використовується механізованими підрозділами.
Вогневу підтримку легких піхотних підрозділів забезпечують буксирувані гаубиці, включаючи 105-мм M119A1 і 155-мм M777.
Тактичні підрозділи армії США озброюються різноманітними протитанковими засобами для посилення можливостями боротьби з бронетехнікою противника. Основним засобом протитанкової оборони підрозділу є ручний протитанковий гранатомет AT4 шведського виробництва, здатний уражати броньовану техніку та фортифікаційні споруди на відстані до 500 метрів. Також на тактичному рівні використовуються протитанкові ракетні комплекси FGM-148 Javelin і BGM-71 TOW. Основним засобом протиповітряної оборони тактичного рівня є переносний зенітно-ракетний комплекс FIM-92 Stinger.

#### Артилерійські системи
Основу артилерійського парку Армії США становлять 155-міліметрові гаубиці M198 та М777. В ролі самохідної артилерії використовуються самохідні гаубиці М109 «Паладін» та реактивні системи залпового вогню М270 на гусеничному ходу і M142 HIMARS — на колісному.

#### Танки, бойові машини піхоти та бронетранспортери
Доктрина армії США надає перевагу механізованій війні. Найпоширенішим транспортним засобом в армії є високомобільний багатоцільовий колісний транспортний засіб HMMWV або просто «Хаммер» чи «Хамві», який, серед багатьох інших функцій, може служити транспортним засобом для перевезення вантажів/десантників, командно-штабною машиною платформою для установки зброї та машиною швидкої допомоги. Хоча в Армії перебуває в експлуатації широкий спектр машин підтримки, один із найпоширеніших типів є вантажні машини сімейства HEMTT. Основним бойовим танком Армії США є «Абрамс» (модифікації М1А1, М1А1Н, М1А2). М2А3 «Бредлі» є стандартною бойовою машиною піхоти. Інші транспортні засоби включають бронетранспортери сімейства М126 Страйкер, M113 та кілька типів протимінних машин із захистом від засідки (MRAP).

#### Гелікоптери
Армійська авіація Армії США має на озброєнні декілька типів гелікоптерів. Це бойові гелікоптери AH-64 Apache, AH-1 Cobra та OH-58D Kiowa Warrior. Для транспортування військ служать UH-60 Black Hawk, UH-1 Iroquez та важкий CH-47 Chinook.
Що стосується БПЛА, армія розгортає принаймні одну роту безпілотників MQ-1C Gray Eagle до кожної дивізії Діючої армії.

## Військові нагороди армії США
В Армії США існує власна система нагороджень військовослужбовців, а також підрозділів і частин армії США за бойові подвиги, успішне виконання бойових завдань, відмінну поведінку та старанну службу під час виконання своїх обов'язків. З часом ці відзнаки створили струнку систему заохочень військових. Найвищою нагородою армії є Хрест «За видатні заслуги», далі — Медаль «За видатні заслуги» армії та інші відзнаки.
У нагородній системі армії США є низка загальних рис з нагородними системами інших країн, але і є свої власні особливості.

## Військові звання Армії США
Рядовий та сержантський склад:
| Рядовий та сержантський склад армії США | Рядовий та сержантський склад армії США | Рядовий та сержантський склад армії США | Рядовий та сержантський склад армії США | Рядовий та сержантський склад армії США | Рядовий та сержантський склад армії США | Рядовий та сержантський склад армії США | Рядовий та сержантський склад армії США | Рядовий та сержантський склад армії США | Рядовий та сержантський склад армії США | Рядовий та сержантський склад армії США | Рядовий та сержантський склад армії США | Рядовий та сержантський склад армії США | Рядовий та сержантський склад армії США |
| Склад                                   | Штаб-сержантський                       | Штаб-сержантський                       | Штаб-сержантський                       | Штаб-сержантський                       | Штаб-сержантський                       | Штаб-сержантський                       | Сержантський                            | Сержантський                            | Сержантський                            | Рядовий                                 | Рядовий                                 | Рядовий                                 | Рядовий                                 |
| Код США                                 | E-9                                     | E-9                                     | E-9                                     | E-8                                     | E-8                                     | E-7                                     | E-6                                     | E-5                                     | E-41                                    | E-41                                    | E-3                                     | E-2                                     | E-1                                     |
| --------------------------------------- | --------------------------------------- | --------------------------------------- | --------------------------------------- | --------------------------------------- | --------------------------------------- | --------------------------------------- | --------------------------------------- | --------------------------------------- | --------------------------------------- | --------------------------------------- | --------------------------------------- | --------------------------------------- | --------------------------------------- |
| Нарукавний шеврон                       |                                         |                                         |                                         |                                         |                                         |                                         |                                         |                                         |                                         |                                         |                                         |                                         | Немає                                   |
| Військові звання                        | сержант-майор армії США                 | головний сержант-майор                  | сержант-майор                           | перший сержант                          | майстер-сержант                         | сержант першого класу                   | штаб-сержант                            | сержант                                 | капрал                                  | спеціаліст                              | рядовий першого класу                   | рядовий                                 | рядовий (рекрут)                        |
| Абревіатура                             | SMA                                     | CSM                                     | SGM                                     | 1SG                                     | MSG                                     | SFC                                     | SSG                                     | SGT                                     | CPL                                     | SPC                                     | PFC                                     | PV2                                     | PV1                                     |
| Код НАТО                                | OR-9                                    | OR-9                                    | OR-9                                    | OR-8                                    | OR-8                                    | OR-7                                    | OR-6                                    | OR-5                                    | OR-4                                    | OR-4                                    | OR-3                                    | OR-2                                    | OR-1                                    |
|                                         |                                         |                                         |                                         |                                         |                                         |                                         |                                         |                                         |                                         |                                         |                                         |                                         |                                         |

Ворентофіцерський склад:
| Ворентофіцери армії США | Ворентофіцери армії США        | Ворентофіцери армії США           | Ворентофіцери армії США         | Ворентофіцери армії США        | Ворентофіцери армії США    |      |
| Код армії США           | W-5                            | W-4                               | W-3                             | W-2                            | W-1                        |      |
| ----------------------- | ------------------------------ | --------------------------------- | ------------------------------- | ------------------------------ | -------------------------- | ---- |
| Погон                   |                                |                                   |                                 |                                |                            |      |
| Військове звання        | чіф-ворентофіцер п'ятого класу | чіф-ворентофіцер четвертого класу | чіф-ворентофіцер третього класу | чіф-ворентофіцер другого класу | ворентофіцер першого класу |      |
| Абревіатура             | CW5                            | CW4                               | CW3                             | CW2                            | WO1                        |      |
| Код НАТО                | WO-5                           | WO-4                              | WO-3                            | WO-2                           | WO-1                       | WO-1 |

Генеральський та офіцерський склад
| Генеральські та офіцерські звання армії США | Генеральські та офіцерські звання армії США | Генеральські та офіцерські звання армії США | Генеральські та офіцерські звання армії США | Генеральські та офіцерські звання армії США | Генеральські та офіцерські звання армії США | Генеральські та офіцерські звання армії США | Генеральські та офіцерські звання армії США | Генеральські та офіцерські звання армії США | Генеральські та офіцерські звання армії США | Генеральські та офіцерські звання армії США | Генеральські та офіцерські звання армії США |
| Код армії США                               | О-11 (спец)                                 | O-10                                        | O-9                                         | O-8                                         | O-7                                         | O-6                                         | O-5                                         | O-4                                         | O-3                                         | O-2                                         | O-1                                         |
| ------------------------------------------- | ------------------------------------------- | ------------------------------------------- | ------------------------------------------- | ------------------------------------------- | ------------------------------------------- | ------------------------------------------- | ------------------------------------------- | ------------------------------------------- | ------------------------------------------- | ------------------------------------------- | ------------------------------------------- |
| Погон                                       |                                             |                                             |                                             |                                             |                                             |                                             |                                             |                                             |                                             |                                             |                                             |
| Військове звання                            | Генерал армії США                           | Генерал                                     | Генерал-лейтенант                           | Генерал-майор                               | Бригадний генерал                           | Полковник                                   | Підполковник                                | Майор                                       | Капітан                                     | Перший лейтенант                            | Другий лейтенант                            |
| Абревіатура                                 | GA                                          | GEN                                         | LTG                                         | MG                                          | BG                                          | COL                                         | LTC                                         | MAJ                                         | CPT                                         | 1LT                                         | 2LT                                         |
| Код НАТО                                    | OF-10                                       | OF-9                                        | OF-8                                        | OF-7                                        | OF-6                                        | OF-5                                        | OF-4                                        | OF-3                                        | OF-2                                        | OF-1                                        | OF-1                                        |

Особлива система звань та знаків розрізнення використовується в учбових підрозділах так званих «сил супротивника» (для військових навчань).

## Військова форма одягу Армії США

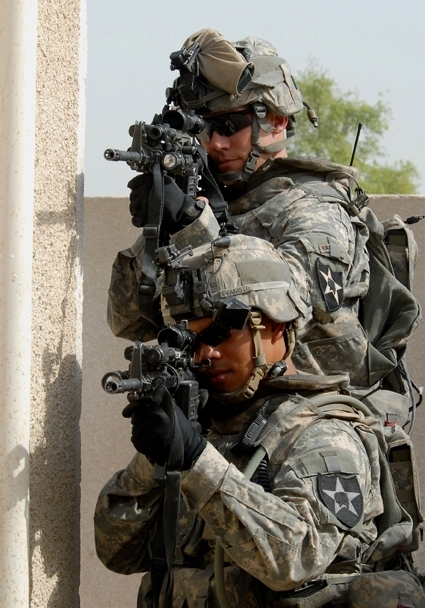
Польова форма одягу Армії США

Як польова форма в Армії США використовується армійський бойовий однострій (англ. Army Combat Uniform), призначений для носіння в гарнізонах та зонах бойових дій. Уніформа має піксельну камуфляжну схему, відому як універсальний камуфляжний шаблон для використання в лісі, пустелі або міських умовах. Спеціально для бійців американського контингенту в Афганістані було розроблено нову камуфляжну схему «МультиКам», яка підходить для гірського пейзажу країни. Куртка Уніформи має такі нашивки: прапор США, іменна стрічка, знаки розрізнення на погонах і петлицях, нарукавні шеврони зі званням та емблемою військового формування, та інфрачервоні вкладки.
З 2014 року основною повсякденною формою одягу військовослужбовців є «Армійська стандартна уніформа» (англ. Army Service Uniform), яка замінила «Армійську зелену форму», введену в 1956 р. для заміни оливкової і захисної форми. Стандартна уніформа — це «Армійська блакитна форма», яку носили ще в XIX столітті.
«Армійська парадна уніформа» (англ. Army Mess Uniform) включає в себе синій піджак, темно-блакитні штани, білий жилет, білу сорочку зі стоячим коміром і чорну краватку-метелик. Також використовується «Армійська біла парадна уніформа» (англ. Army White Mess Uniform), що включає в себе білий піджак, чорні штани, білу сорочку з відкладним коміром, чорна краватка і чорний пояс.
У 2015 році для використання як основний камуфляж для армійського бойового однострою (ACU) взято в експлуатацію OCP.
Більшість бійців в зонах бойових дій використовують покращений зовнішній тактичний жилет (англ. Improved Outer Tactical Vest) та штурмовий шолом (англ. Advanced Combat Helmet).
Для холодних та екстремально холодних умов з 1980-х років в армії застосовується система одягу ECWCS (англ. The Extended Cold Weather Clothing System), що була прийнята, як основний одяг дня холодних умов у 2007 році.